# Bagdad
Bagdad oder Baghdad (arabisch بغداد Baghdad, DMG Baġdād, kurdisch بەغدا Beẍda; akkadisch 𒀀𒂵𒉈𒆠 ausgesprochen "Agade") ist die Hauptstadt des Iraks und des gleichnamigen Gouvernements. Sie ist mit ca. 6,7 Millionen Einwohnern (2018) eine der größten Städte in Vorderasien. In der Metropolregion, die weit über die Grenzen des Gouvernements hinausreicht, leben ca. 8,1 Millionen Menschen (2018), was knapp einem Fünftel der Gesamtbevölkerung des Iraks entspricht.
Die Stadt ist das politische, wirtschaftliche und kulturelle Zentrum des Landes sowie Sitz der irakischen Regierung, des Parlaments, aller staatlichen und religiösen Zentralbehörden sowie zahlreicher diplomatischer Vertretungen. Bagdad ist der bedeutendste Verkehrsknotenpunkt Iraks und besitzt zahlreiche Universitäten, Hochschulen, Theater, Museen sowie Baudenkmäler.

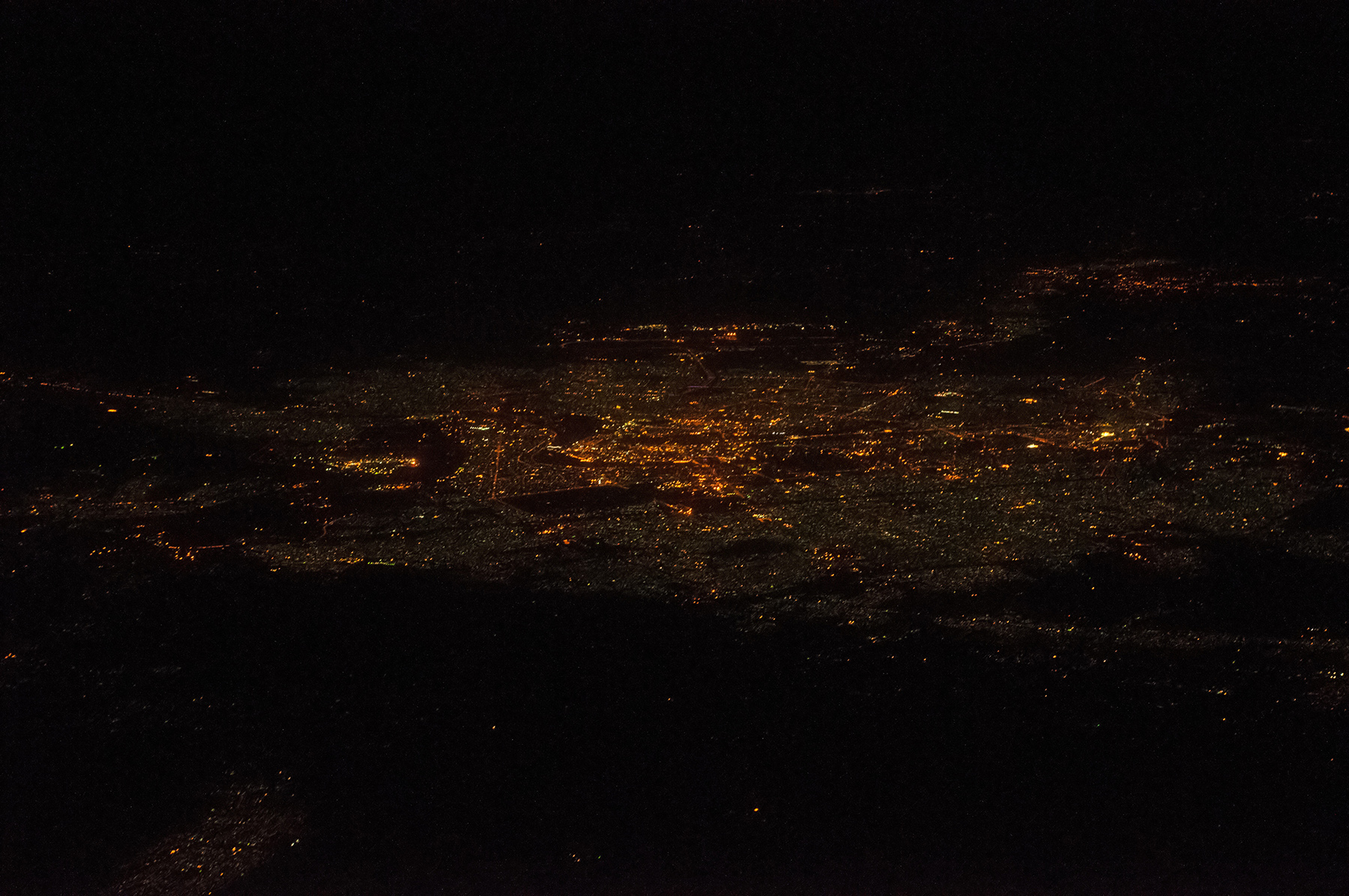
Nachtaufnahme Bagdads aus ca. 150 km Entfernung

## Geographie

### Geographische Lage

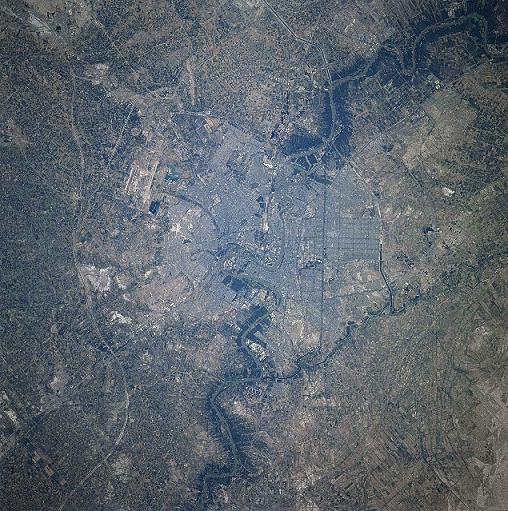
Satellitenaufnahme von Bagdad

Die irakische Hauptstadt liegt etwa in der Landesmitte durchschnittlich 40 Meter über dem Meeresspiegel. Sie erstreckt sich am Mittellauf des Tigris, der bis Bagdad schiffbar ist.
Der Fluss teilt die Stadt in zwei Hälften, den östlichen Teil Risafa und den westlichen Teil Karch. Der Boden ist sehr flach und aufgrund der periodischen Überschwemmungen alluvialen Ursprungs.
Der Fluss Tigris, an dessen Ufern Bagdad liegt, ist ein wichtiger Handelsweg für die Stadt.
In Bagdad laufen einige Handelsrouten zusammen, die durch den fruchtbaren Halbmond führen, ein niederschlagsreiches Winterregengebiet, nördlich der Syrischen Wüste und im Norden der Arabischen Halbinsel gelegen.
Zusammen mit dem Euphrat bildet der Tigris, dessen Einzugsgebiet 375.000 Quadratkilometer umfasst, das Zweistromland, in dem sich einige der ersten Hochkulturen entwickelten.

### Stadtgliederung
Bagdad gliedert sich in neun Stadtbezirke:
- al-Aʿzamiyya (الأعظمية)
- Baghdād al-dschadīda (بغداد الجديدة, „Neu-Bagdad“) oder Tisa Nisan („neun Nisan“)
- al-Kāzimiyya (الكاظمية)
- al-Karrāda (الكرادة)
- al-Karch (الكرخ)
- al-Mansūr (المنصور)
- ar-Raschīd (الرشيد)
- ar-Rusāfa (الرصافة)
- ath-Thaura (الثورة)

Die Stadtbezirke sind in 89 Stadtteile unterteilt.
Als überwiegend schiitisch geprägte Bezirke und Stadtteile galten 2013 unter anderem Baghdād al-dschadīda, Habibiya, Sabaa al-Bour, Kazimiyah, al-Schaab (drei Stadtteile), Ur, Schula und Sadr City; als überwiegend sunnitisch geprägt gelten Dschamia und Ghazaliya.

### Klima
Die Stadt besitzt ein trockenes subtropisches Klima und ist in Bezug auf die maximalen Temperaturen eine der heißesten Städte der Welt. In den Sommermonaten zwischen Juni und September steigt die durchschnittliche maximale Temperatur auf 41 bis 49 Grad Celsius, begleitet von starker Sonnenstrahlung: Regen ist während dieser Zeit des Jahres äußerst unwahrscheinlich. Temperaturen über 50 Grad Celsius sind nicht unbekannt, und auch in der Nacht sinken diese selten unter 24 Grad Celsius.
Die Luftfeuchtigkeit ist sehr gering und liegt in der Regel unter zehn Prozent. Staubstürme aus den Wüsten im Westen sind im Sommer ein normales Ereignis. Sie finden an durchschnittlich 20 Tagen im Jahr statt.
Im Winter, zwischen Dezember und Februar, beträgt die maximale Temperatur durchschnittlich 16 bis 18 Grad Celsius. Die minimale Temperatur im Januar liegt bei etwa vier Grad Celsius im Mittel, aber auch Werte unter null Grad Celsius sind nicht selten in dieser Jahreszeit. Die jährliche Niederschlagsmenge von durchschnittlich etwa 148 Millimeter fällt fast ausschließlich im Zeitraum von November bis März.
|                       | Jan  | Feb  | Mär  | Apr  | Mai  | Jun  | Jul  | Aug  | Sep  | Okt  | Nov  | Dez  |   |      |
| Mittl. Tagesmax. (°C) | 15,6 | 17,8 | 21,7 | 29,4 | 36,1 | 40,6 | 43,3 | 43,3 | 40,0 | 33,3 | 25,0 | 17,8 | ⌀ | 30,4 |
| Mittl. Tagesmin. (°C) | 3,9  | 5,6  | 8,9  | 13,9 | 19,4 | 22,8 | 24,4 | 24,4 | 21,1 | 16,1 | 10,6 | 5,6  | ⌀ | 14,8 |
|                       |      |      |      |      |      |      |      |      |      |      |      |      |   |      |
| Niederschlag (mm)     | 23   | 25   | 28   | 13   | 3    | 2    | 2    | 2    | 2    | 3    | 20   | 25   | Σ | 148  |
|                       |      |      |      |      |      |      |      |      |      |      |      |      |   |      |
| Sonnenstunden (h/d)   | 6,2  | 7,3  | 7,9  | 8,6  | 9,7  | 8,3  | 11,2 | 11,4 | 10,5 | 8,8  | 7,1  | 6,3  | ⌀ | 8,6  |
|                       |      |      |      |      |      |      |      |      |      |      |      |      |   |      |
| Regentage (d)         | 4    | 3    | 4    | 3    | 1    | 0    | 0    | 0    | 0    | 1    | 3    | 5    | Σ | 24   |
|                       |      |      |      |      |      |      |      |      |      |      |      |      |   |      |
| Luftfeuchtigkeit (%)  | 70   | 61   | 52   | 45   | 33   | 23   | 23   | 24   | 28   | 37   | 56   | 70   | ⌀ | 43,4 |

| 3,9 |

| 5,6 |

| 8,9 |

| 13,9 |

| 19,4 |

| 22,8 |

| 24,4 |

| 24,4 |

| 21,1 |

| 16,1 |

| 10,6 |

| 5,6 |

| 3,9 |

| 5,6 |

| 8,9 |

| 13,9 |

| 19,4 |

| 22,8 |

| 24,4 |

| 24,4 |

| 21,1 |

| 16,1 |

| 10,6 |

| 5,6 |

## Geschichte

### Stadtgründung und Blütezeit

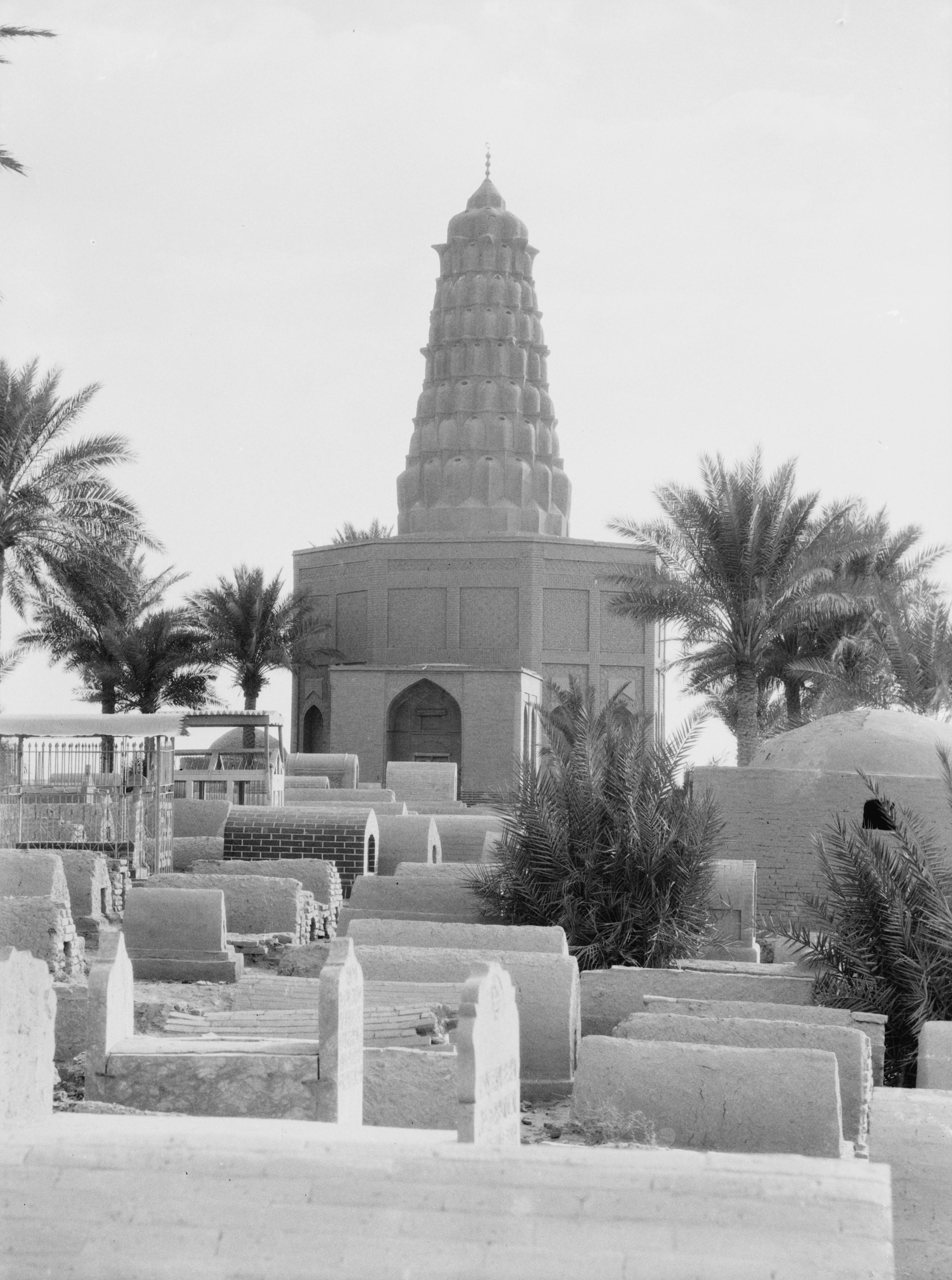
Grabmal von Zumurrud Khatun, erbaut um 1190

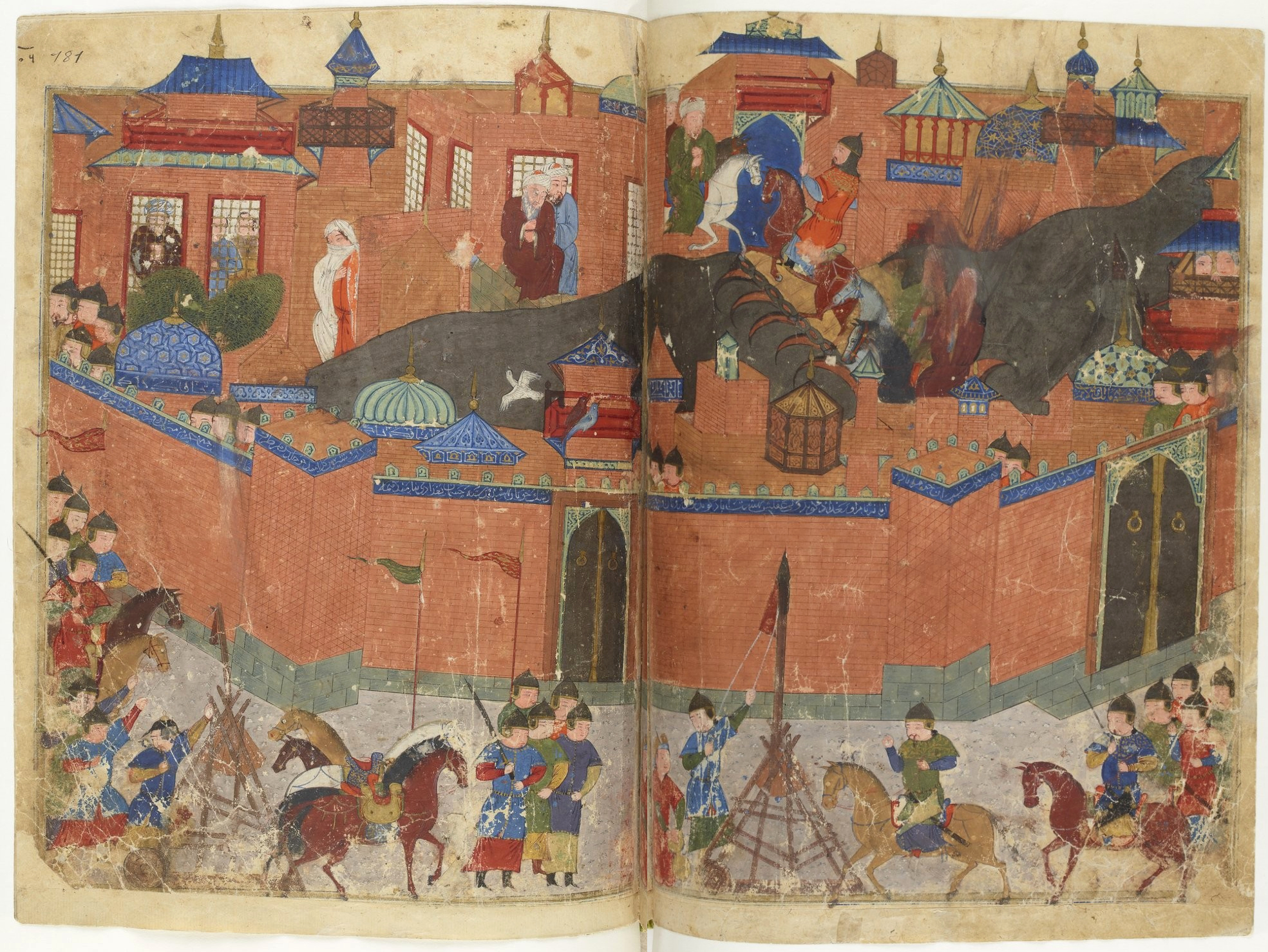
Die Mongolen unter Hülegü vor Bagdad 1258

Bagdad wurde am 30. Juli 762 als Madīnat as-Salām („Stadt des Friedens“) von dem Abbasiden al-Mansur als neue Hauptstadt des Kalifats gegründet. Sie entstand nur wenige Kilometer entfernt von der alten Hauptstadt des Sassanidenreichs, Seleukia-Ktesiphon. Innerhalb von vier Jahren entstanden der Kalifenpalast (Bāb adh-dhahab oder Qubbāt al-ḫaḍrā) und die Hauptmoschee am westlichen Tigrisufer. Die Stadt wurde kreisförmig mit dem Palast und der Moschee im Zentrum konzipiert mit einer 14 Kilometer langen Stadtmauer. Die Kreisstadt war in vier Viertel mit je einem Stadttor, das in eine Himmelsrichtung zeigte, eingeteilt. Ob die „Runde Stadt Bagdad“ ein Gründungsmythos ist oder historische Realität, wird nach wie vor diskutiert. Die Soldaten des Kalifen wurden nordwestlich von Bagdad in einem eigenen Ort (al-Harbiya) quartiert. Der heutige Stadtteil Karch war damals für die Arbeiter gedacht, während innerhalb des Kreises der Hof, die Garde, der Harem und die oberste Verwaltung wohnten.
Aufgrund der günstig gewählten Lage am Knotenpunkt zahlreicher Handelsstraßen und der fruchtbaren Anbaugebiete dank der Nähe zum Tigris (Didschla) florierte die neu gegründete Stadt schnell. Als al-Mansurs Sohn al-Mahdi den Thron bestieg, hatte Bagdad bereits eine Fläche von 15 Quadratkilometern. Es war Zentrum der Wissenschaften und Künste; kurzum: es war die Glanzzeit Bagdads.
Das Haus der Weisheit neben dem Abbasidenpalast war eine Art Akademie, die im Jahr 825 von al-Ma'mūn gegründet wurde. Als Vorbild diente die wesentlich ältere Akademie von Gundischapur. Im Haus der Weisheit arbeiteten Menschen an wissenschaftlichen Übersetzungen vor allem aus dem Griechischen in die arabische Sprache. Neben dem Übersetzungszentrum gehörte zum Komplex auch ein Observatorium, eine Akademie und eine reichhaltige Bibliothek sowie ein Krankenhaus.

### Stagnation und Invasionen
Zwischenzeitlich verlegte der Kalif al-Mu'tasim bi-'llāh die Hauptstadt nach Samarra (808–819 und 836–892), um seine Armee von der Bevölkerung fernzuhalten. Doch auch als die arabischen Kalifen an weltlicher Macht verloren hatten und zuerst die iranische Buyiden-Dynastie (945–1055) und später die oghusischen Türken vom Stamm der Seldschuken (1055–1135) das islamische Kalifat beherrschten, blieb sie eine der wichtigsten Städte der islamischen Welt, bis sie 1258 von den Mongolen unter Hülegü nach kurzer Belagerung erobert wurde. Die Mongolen töteten im Februar 1258 den letzten Kalifen al-Musta'sim bi-'llah und richteten nach Augenzeugenberichten unvorstellbare Gräueltaten an; Quellen berichten von einer Pyramide aus Totenschädeln.
Viel gewichtiger war aber, dass im Zusammenhang mit dieser Eroberung Bagdads und Mesopotamiens sowohl von den verteidigenden Mameluken als auch von den Mongolen die hochkomplexen Bewässerungssysteme des Landes zerstört wurden. Die Folgen dieser Zerstörungen wurden durch die Vertreibung der lokalen Bevölkerung und den damit verbundenen Verlust des Wissens über den Betrieb und die Instandhaltung des Bewässerungssystems noch verstärkt. Die Desertifikation Mesopotamiens setzte ein, und Bagdad, zuvor die zweitgrößte Stadt der Welt, versank zusammen mit ganz Mesopotamien in der Bedeutungslosigkeit.
1401 wurde Bagdad erneut gestürmt und von Timur Lenk geplündert.

### Osmanische Herrschaft

Bagdad im 19. Jahrhundert

Das jüdische Viertel von Bagdad im 19. Jahrhundert

Seit dem 16. Jahrhundert stritten sich die Herrscher Persiens und der Türkei mehrfach um die Stadt. 1508 geriet Bagdad unter persische Herrschaft, 1534 wurde die Stadt dem Osmanischen Reich eingegliedert. 1623 eroberten persische Truppen die Stadt zurück, die dann 1638 erneut von den osmanischen Streitkräften eingenommen wurde. Im Jahre 1652 zählte Bagdad nur noch ungefähr 15.000 Einwohner. Bagdad blieb unter osmanischer Herrschaft und wurde die Hauptstadt der Provinz Bagdad, einer der drei Provinzen, aus denen der spätere Irak entstand.
Nachdem sich schon im 17. Jahrhundert Paschas in Basra und Bagdad von den Osmanen zeitweise unabhängig gemacht hatten, begründete 1704 der von den Osmanen als Statthalter eingesetzte Hasan Pascha (1704–1723) die Macht der Mamelucken in Bagdad. Die Paschas von Bagdad erlangten in der Folgezeit weitgehende Autonomie, mussten aber weiterhin die Oberhoheit der Osmanen anerkennen. Unter Ahmad Pascha (1723–1747) wurde 1733 ein Angriff der Perser unter Nadir Schah auf Bagdad abgewehrt. Nach dem Tod von Ahmad Pascha versuchten die Osmanen zwar wieder die Kontrolle über Bagdad zu erringen, mussten aber 1749 Sulaiman Pascha (1749–1762) als Statthalter anerkennen. Unter ihm wurde die Provinz Basra mit Bagdad vereinigt.
Unter Büyük Süleyman Pascha (1780–1802) erreichte die Dynastie ihren Höhepunkt, als das Land befriedet war und umfangreiche Bautätigkeiten eingeleitet wurden. Auch konnte 1801 ein Angriff der Wahhabiten auf den Irak erfolgreich abgewehrt werden, obwohl diesen die Zerstörung der schiitischen Heiligtümer Nadschaf und Kerbala gelang. 1831 wurde Bagdad von osmanischen Truppen besetzt und wieder der Zentralverwaltung unterstellt, nachdem eine Pestepidemie die Herrschaft der Dynastie erheblich geschwächt hatte. In Bagdad hatten von 80.000 Einwohnern nur 27.000 Menschen überlebt.
1864 erfolgte die Gründung der ersten Schule der Alliance Israélite Universelle, die sich die Verbreitung fortschrittlichen Wissens innerhalb der jüdischen Glaubensgemeinschaft zum Ziel setzte. Die osmanische Verfassung von 1876 proklamierte den Islam als Staatsreligion, gab jedoch der jüdischen und christlichen Bevölkerung gleiche politische Rechte und ermöglichte ihnen den Zugang zu öffentlichen Ämtern. Zu dieser Zeit war Bagdad eine kosmopolitische und multinationale Stadt. Unter den Muslimen waren die Schiiten und Sunniten zu ziemlich gleichen Teilen zahlreich vertreten; neben ihnen fanden sich viele Juden, zu den wohlhabendsten Kauf- und Geschäftsleuten gehörend (etwa 1300 Familien mit drei Synagogen), Christen (Armenier, Jakobiten, Nestorianer, Griechen, etwa 300 Familien). Perser und Inder waren stark vertreten. Am 2. Juni 1914 erlangte die Stadt mit der Eröffnung des Teilabschnitts Sumike–Bagdad Anschluss an die Bagdadbahn.

### Britische Kolonialzeit

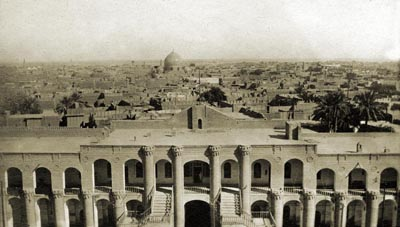
Blick auf Bagdad 1918

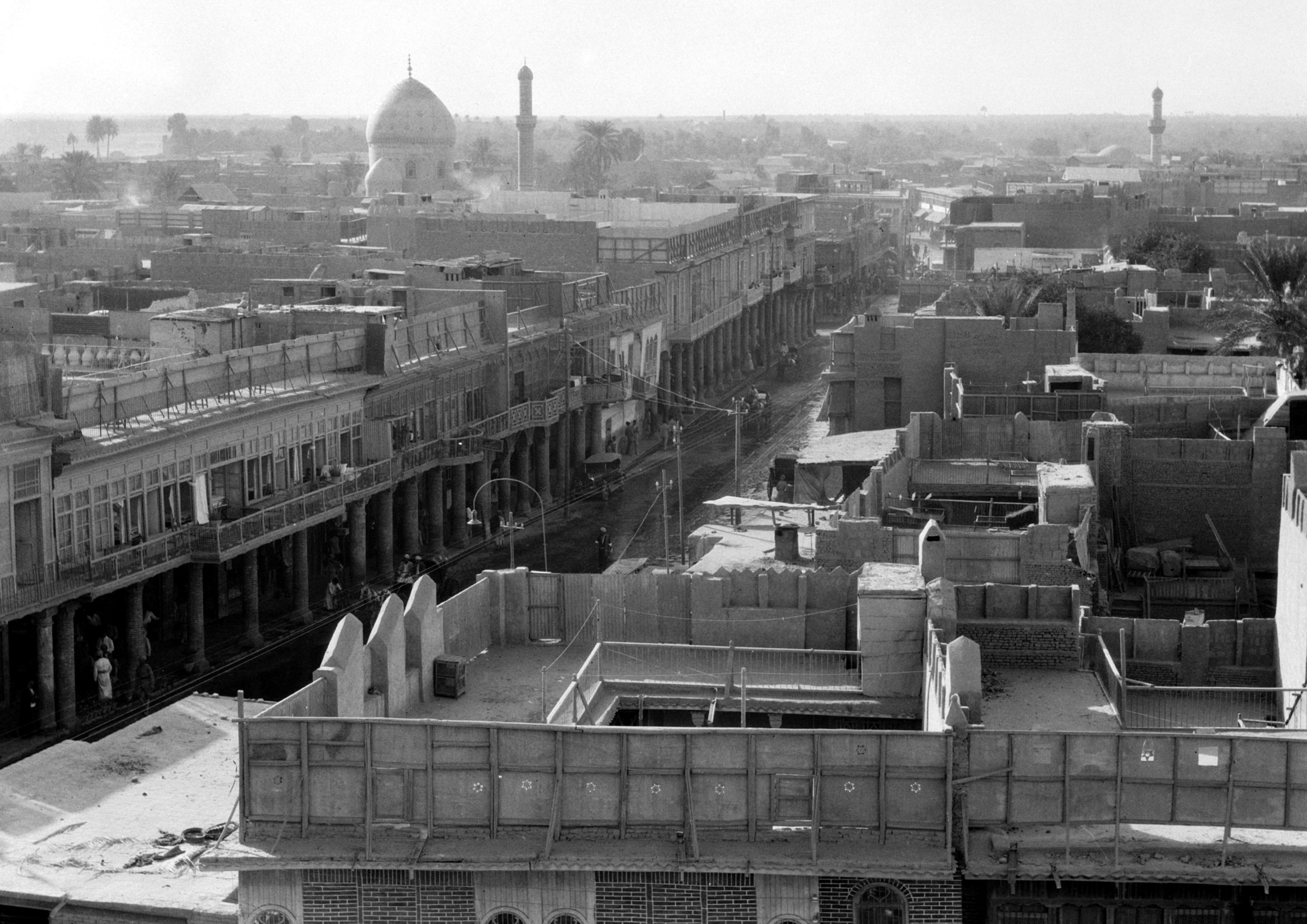
Bagdad 1932

Während des Ersten Weltkrieges marschierten britische Truppen ein und besetzten am 11. März 1917 ohne größeren Widerstand durch die osmanische Armee Bagdad. Der britische Befehlshaber General Sir Frederick Stanley Maude sagte in einer Erklärung vom 19. März 1917 zu den Bewohnern Bagdads:

„Unsere Armeen kommen nicht in eure Städte und euer Land als Eroberer oder als Feind, sondern als Befreier. Einwohner Bagdads, vergesst nicht: Seit 26 Generationen leidet ihr unter fremden Tyrannen, die alles dafür taten, dass ein arabisches Haus gegen ein anderes stand, damit sie von eurer Uneinigkeit profitieren konnten. Diese Politik ist abscheulich für Großbritannien und seine Alliierten, denn es kann weder Frieden noch Wohlstand geben, wo Feindschaft oder eine schlechte Regierung herrscht.“

Nach der Niederschlagung eines landesweiten antikolonialen Aufstands durch britische und indische Soldaten unter dem Oberbefehlshaber Generalleutnant Sir Aylmer Haldane, in deren Verlauf zahlreiche Menschen getötet wurden, löste Großbritannien im Herbst 1920 gemäß der Bestimmungen des Vertrages von Sèvres die Provinzen Bagdad, Mosul und Basra aus dem Osmanischen Reich heraus und vereinte sie zum heutigen Irak. Der Völkerbund sanktionierte diese Maßnahme und übertrug Großbritannien das Mandat über dieses neu entstandene Land.
Am 23. August 1921 wurde unter britischer Kontrolle das Königreich Irak mit Bagdad als Hauptstadt errichtet. Am 3. Oktober 1932 wurde das britische Mandat aufgehoben und der Irak erlangte seine formelle Unabhängigkeit. Die Briten sicherten sich allerdings eine wirtschaftliche Sonderstellung und behielten einen starken politischen Einfluss.

### Unabhängigkeit und Wirtschaftsboom

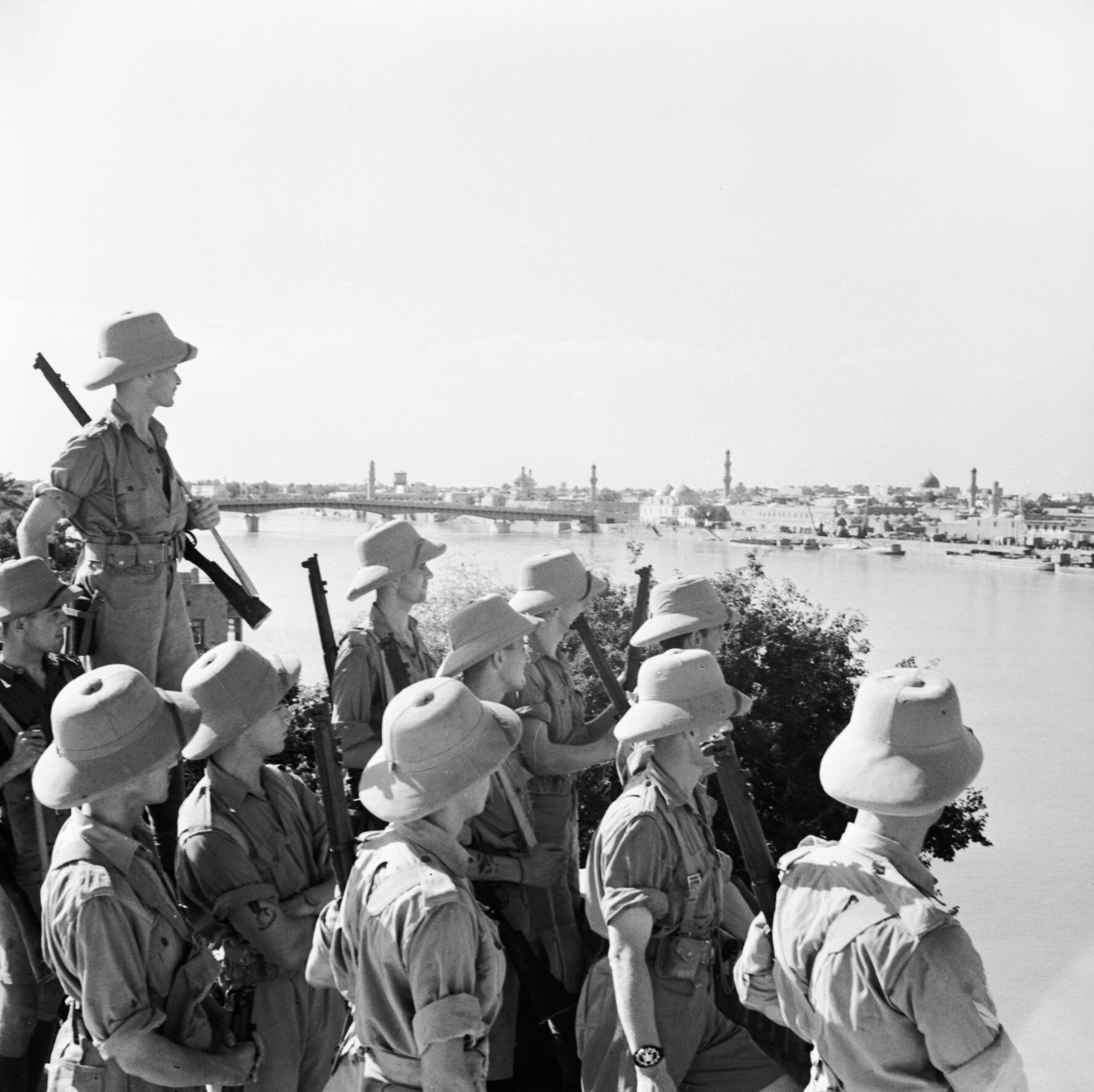
Britische Truppen in Bagdad im Juni 1941

Der Widerstand innerhalb der irakischen Bevölkerung gegen die starke Rolle Großbritanniens war groß. Mit der Unterstützung Deutschlands beseitigten Offiziere am 1. April 1941 in einem Militärputsch die probritische Regierung. Neuer Ministerpräsident wurde Raschid Ali al-Gailani, der eine „Regierung der Nationalen Verteidigung“ bildete. Großbritannien schickte Truppen aus Transjordanien und Britisch-Indien, die am 2. Mai 1941 in Basra an Land gingen. Obwohl die irakischen Einheiten sogar die Staudämme des Euphrat sprengten, war es ihnen nicht möglich, den britischen Vormarsch aufzuhalten. Am 29. Mai 1941 erreichten die britischen Truppen nach schweren Kämpfen mit der irakischen Armee die Vororte Bagdads, die Regierung Gailani floh daraufhin in den Iran.
Am 1. und 2. Juni 1941 brach eine Welle von arabisch-nationalistisch motivierten Pogromen gegen die ortsansässige jüdische Bevölkerung aus. In den zwei Tagen starben in Bagdad 179 Menschen jüdischen Glaubens, zahlreiche Häuser und Geschäfte im jüdischen Viertel wurden zerstört. Die britischen Einheiten verharrten in den Außenbezirken und unternahmen nichts. 1951 und 1952 verließen fast alle Bagdader Juden mittels einer Luftbrücke den Irak in Richtung Israel.
Die Einwohnerzahl der Stadt stieg von schätzungsweise 145.000 (1900) auf 490.000 (1957), vor allem durch Zuwanderer aus dem schiitischen Süden, die, in der Hauptstadt angekommen, unter massiver Wohnungsnot litten. Erst unter der Herrschaft Abd al-Karim Qasims wurde durch den Bau der damals geradezu vorbildlichen Satellitenstadt Madinat al-Thaura („Stadt der Revolution“), später Saddam City, dann Sadr City, etwas Abhilfe verschafft.
Auch Quasim ließ das britische Erdöl-Monopol unangetastet. Nach der Verstaatlichung der Unternehmen im Ölsektor 1972 und dem Anstieg des Ölpreises ab 1973 waren die irakischen Öleinnahmen enorm. Zu dieser Zeit entstand eine moderne Infrastruktur mit Kanalisation, Wasserleitungen und Autobahnen. Viel Geld floss auch in sozialpolitische Maßnahmen, vor allem in die Entwicklung des Gesundheitswesens und des Erziehungssektors.
Die Öleinnahmen wurden auch genutzt, um die Industrie, den Transport- und Kommunikationssektor und andere Bereiche wie Erholung, Tourismus, Handel und alle anderen Wirtschaftssektoren zu fördern. Während dieser Zeit stieg die Bevölkerungszahl weiter rasant an. Den größten Teil der Zuwanderer stellten schiitische Araber. Sie zogen überwiegend in die Vororte Bagdads, wo sie in Slums unter prekärsten Verhältnissen hausten.

### Erster und Zweiter Golfkrieg
Im Ersten Golfkrieg (1980–1988) zwischen dem Iran und dem Irak war die Stadt Ziel iranischer Raketenangriffe vom Typ R-17, die aber nur wenige Opfer forderten und geringe Schäden verursachten. Im Zweiten Golfkrieg wurde die Stadt ab 17. Januar 1991 sieben Wochen durch die alliierten Streitkräfte unter Führung der USA bombardiert.
Der Luftkrieg richtete sich auf militärische Ziele wie die irakische Republikanische Garde, Luftverteidigungssysteme, Militärflugzeuge und Flugplätze sowie Spionagesysteme. Zugleich zielte er auf Anlagen, die sowohl dem Militär als auch den Zivilisten nützlich sein könnten: Elektrizitätsanlagen, Nachrichtentechnik, Ölraffinerien und -pipelines, Eisenbahnen und Brücken. Die Energieversorgung der Hauptstadt wurde zerstört. Am Ende des Krieges lag die Elektrizitätsproduktion bei vier Prozent des Vorkriegsniveaus, Monate später bei 20 bis 25 Prozent.
In den meisten Fällen vermieden die Verbündeten, rein zivile Ziele anzugreifen. Jedoch starben alleine über 300 Zivilisten durch Bombentreffer während eines Luftangriffs auf einen Luftschutzbunker am 13. Februar 1991 in Bagdad. Die US-Regierung erklärte, dass der Bunker ein legitimes militärisches Ziel gewesen sei und bedauerte den Verlust von Menschenleben.

### Irakkrieg

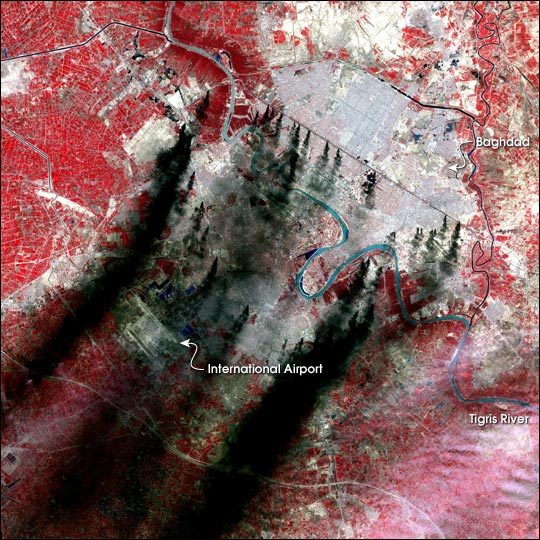
Satellitenbild vom 31. März 2003. Das Bild zeigt Rauchwolken brennender Öl-Gräben, von irakischen Truppen angezündet.

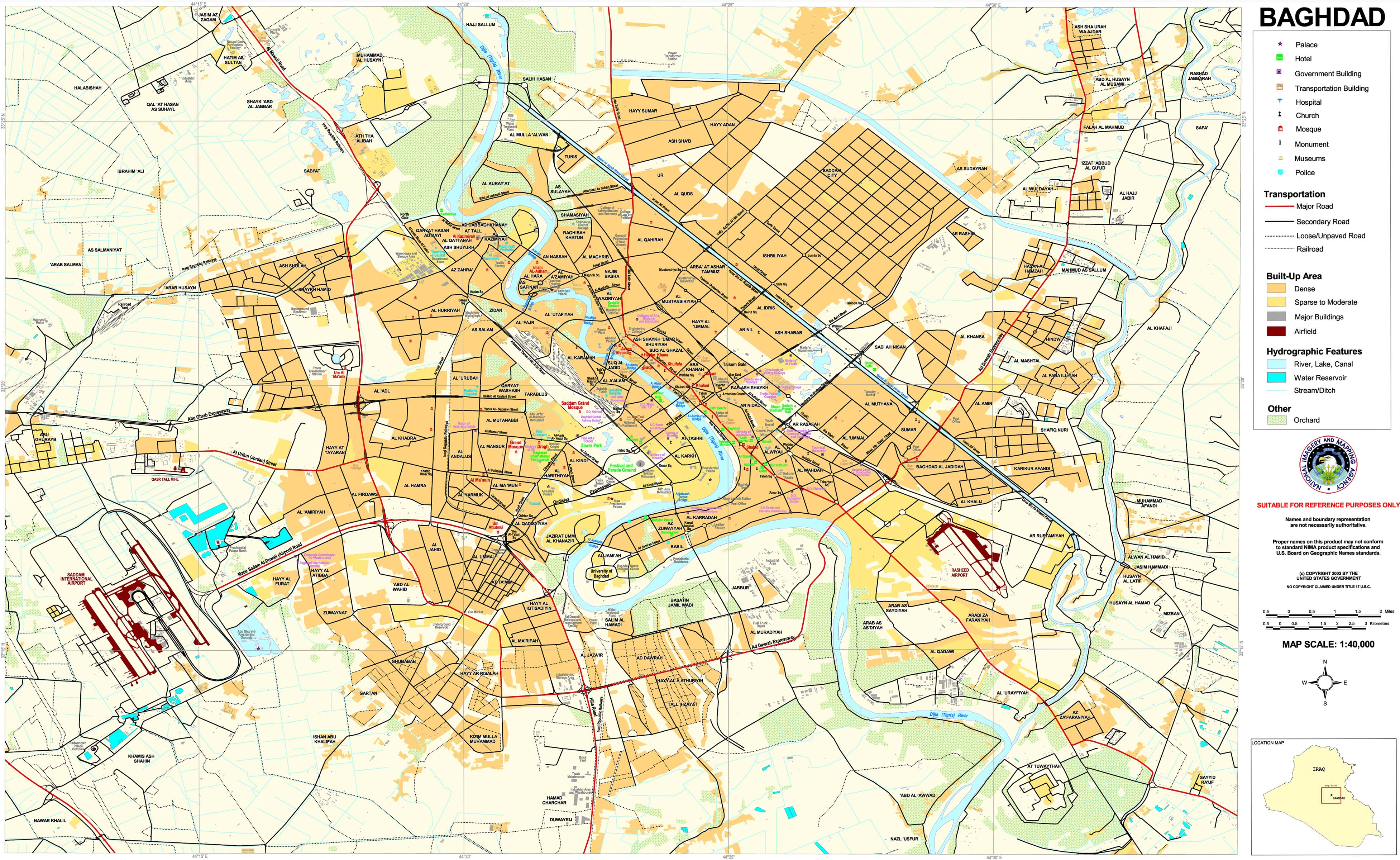
Stadtplan von Bagdad (2003)

Der Irakkrieg begann in der Nacht vom 19. auf den 20. März 2003. Zwei Stunden nach Ablauf des Ultimatums feuerten die USA 40 Marschflugkörper auf die Hauptstadt ab. Erklärtes Ziel war, Saddam Hussein zu stürzen und Massenvernichtungswaffen ausfindig zu machen. Die folgenden Bombardierungen der alliierten Streitkräfte führten zu erheblichen Zerstörungen der militärischen und zivilen Infrastruktur. Am 24. März waren die Truppen bereits 90 Kilometer vor Bagdad.
In den frühen Morgenstunden des 3. April 2003 begann mit einem intensiven Bombardement des „Saddam International Airports“ die Schlacht um Bagdad. Der Flughafen der Stadt wurde am 4. April eingenommen. Am 5. April rückten die US-amerikanischen Truppen erstmals ins Stadtzentrum vor. Es fand kein Häuserkampf statt, wie befürchtet worden war. Die Streitkräfte des Irak beschränkten sich auf eine überwiegend passive Vorgehensweise mit vielen Defensivbauten wie Gräben und paramilitärischen Aktivitäten. Bagdad konnte ab diesem Zeitpunkt dennoch als offene Stadt gelten. Die US-amerikanischen Streitkräfte brachten die Stadt innerhalb der nächsten vier Tage weitgehend unter ihre Kontrolle.
Am Nachmittag des 9. April 2003 standen amerikanische M1A1-Abrams-Kampfpanzer auf dem Firdausplatz (Paradiesplatz) vor dem Palestine Hotel. Um 18:49 Uhr deckte ein US-Soldat die Saddam-Statue zuerst mit der US-Flagge und später mit einer irakischen Flagge ab. Danach wurde die Statue mit Hilfe eines M88-Bergepanzers zum Einsturz gebracht. Dieses Bild steht symbolisch für das Ende des Irakkrieges.

### US-Besatzungszeit 2003 bis 2009

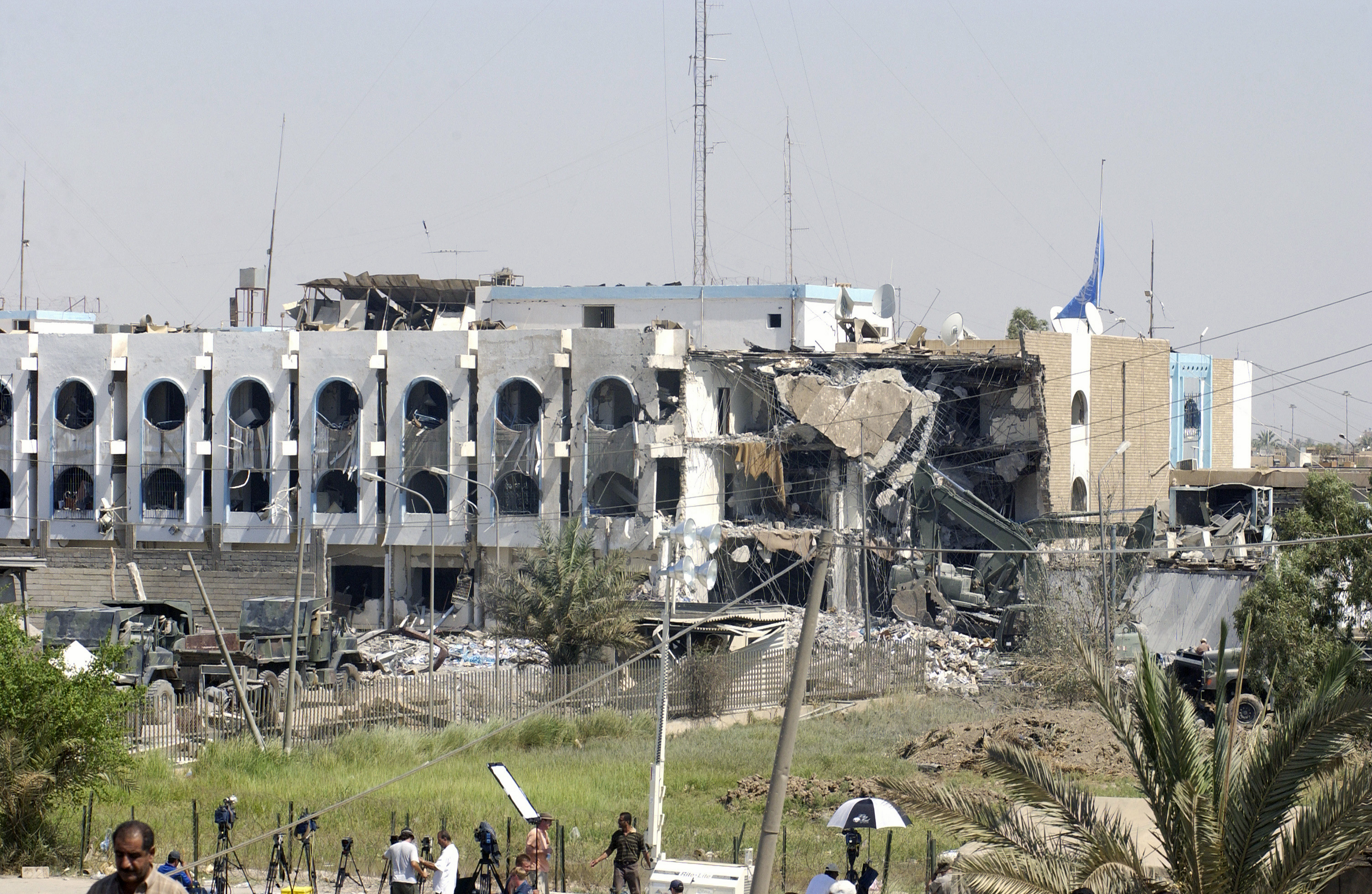
Das durch einen Autobombenanschlag zerstörte UN-Hauptquartier im August 2003

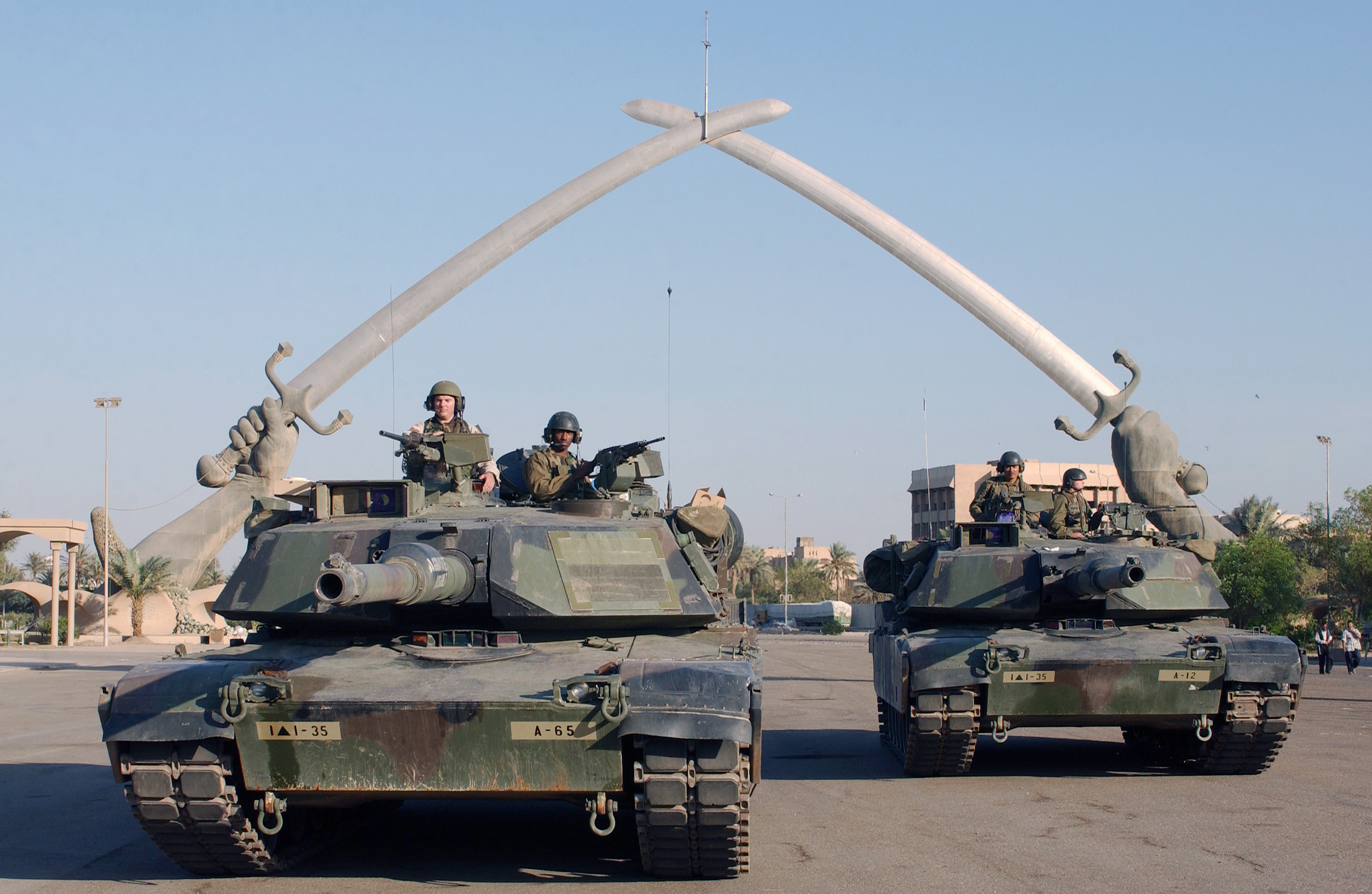
Zwei M1A1 Abrams-Kampfpanzer vor dem Triumphbogen Schwerter von Kadesia im November 2003

Nach dem Ende der Kampfhandlungen litt ganz Bagdad unter Plünderungen und Chaos, welches die US-Truppen nicht unter Kontrolle bekamen. Am 1. Mai 2003 erklärte US-Präsident George W. Bush den Irakkrieg für beendet. Trotzdem kam es immer wieder zu verheerenden Anschlägen, von denen nicht nur die US-Truppen, sondern auch die irakische Bevölkerung betroffen war. War zu Beginn noch von einem "blutigen Dienstag" oder einem "blutigen Freitag die Rede gewesen, irgendwann habe es nur noch blutige Wochen, Monate, Jahre gegeben, so die Autorin Dunja Ramadan im Rückblick; wer in den Jahren bis 2023 aus dem Haus gegangen sei, hätte sich von den Liebsten verabschiedet, als ginge er für immer, so Ramadan weiter. Zu den bekannteren Ereignissen gehörten:
- Ein Anschlag auf das UN-Hauptquartier in Bagdad am 19. August 2003 mit 23 Todesopfern, unter ihnen der UN-Sondergesandte Sérgio Vieira de Mello.[15]
- Eine Massenpanik unter schiitischen Pilgern, die am 31. August 2005 des Todestages des Imams Mussa Al-Kadhim gedachten. Zur Massenpanik kam es auf der Al-Aaimmah-Brücke, die den Tigris überspannt und die Stadtteile Asamya und Kasamiya verbindet durch das Gerücht, ein Selbstmordattentäter sei in der Menge. Bei dem Unglück kamen 1011 Menschen ums Leben, mehr als 800 wurden verletzt. Aufgrund dieses Vorfalles wurde eine dreitägige Staatstrauer angeordnet.
- Die Explosion einer Autobombe am 14. September 2005, welche unter arbeitssuchenden Menschen deren 112 tötete und Dutzende verletzte.
- Ein Anschlag am 28. August 2006 auf das Innenministerium mit 13 Toten. Das Attentat galt den Polizeichefs aller 18 Gouvernements des Landes, die sich in dem Gebäude in der irakischen Hauptstadt aufhielten.[16]
- Die nahezu gleichzeitige Explosion von sechs Autobomben im Stadtteil Sadr-City am 23. November 2006 tötete 202 Menschen und verletzte 255.
- Ein Selbstmordattentäter brachte am 3. Februar 2007 einen mit Sprengstoff beladenen Lastwagen inmitten eines belebten Marktes zur Detonation, wobei 137 Menschen starben und mehr als 300 verletzt wurden.

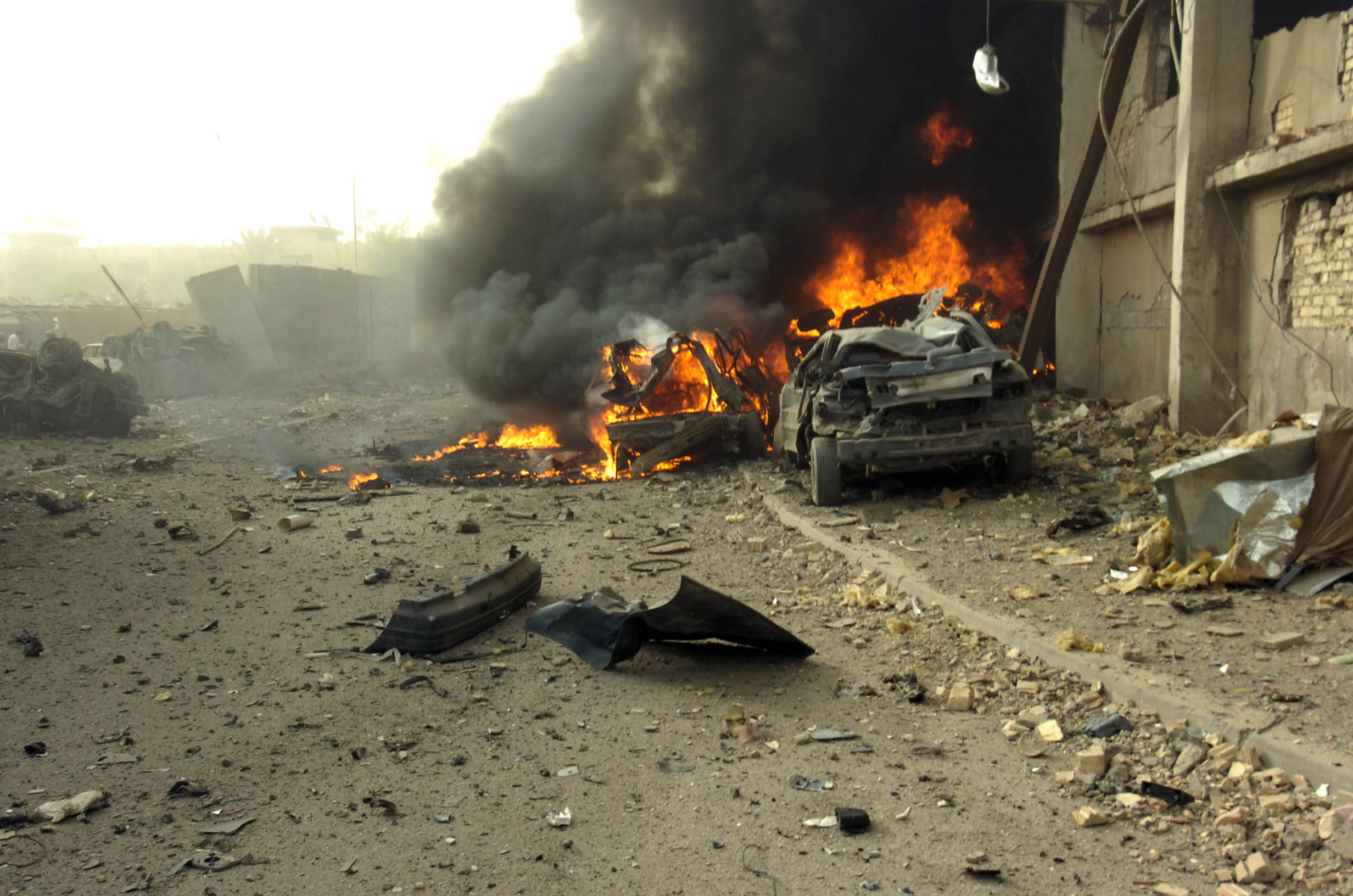
Autobombenanschlag im August 2006 vor dem Gebäude der Zeitung Al-Sabah („Der Morgen“)

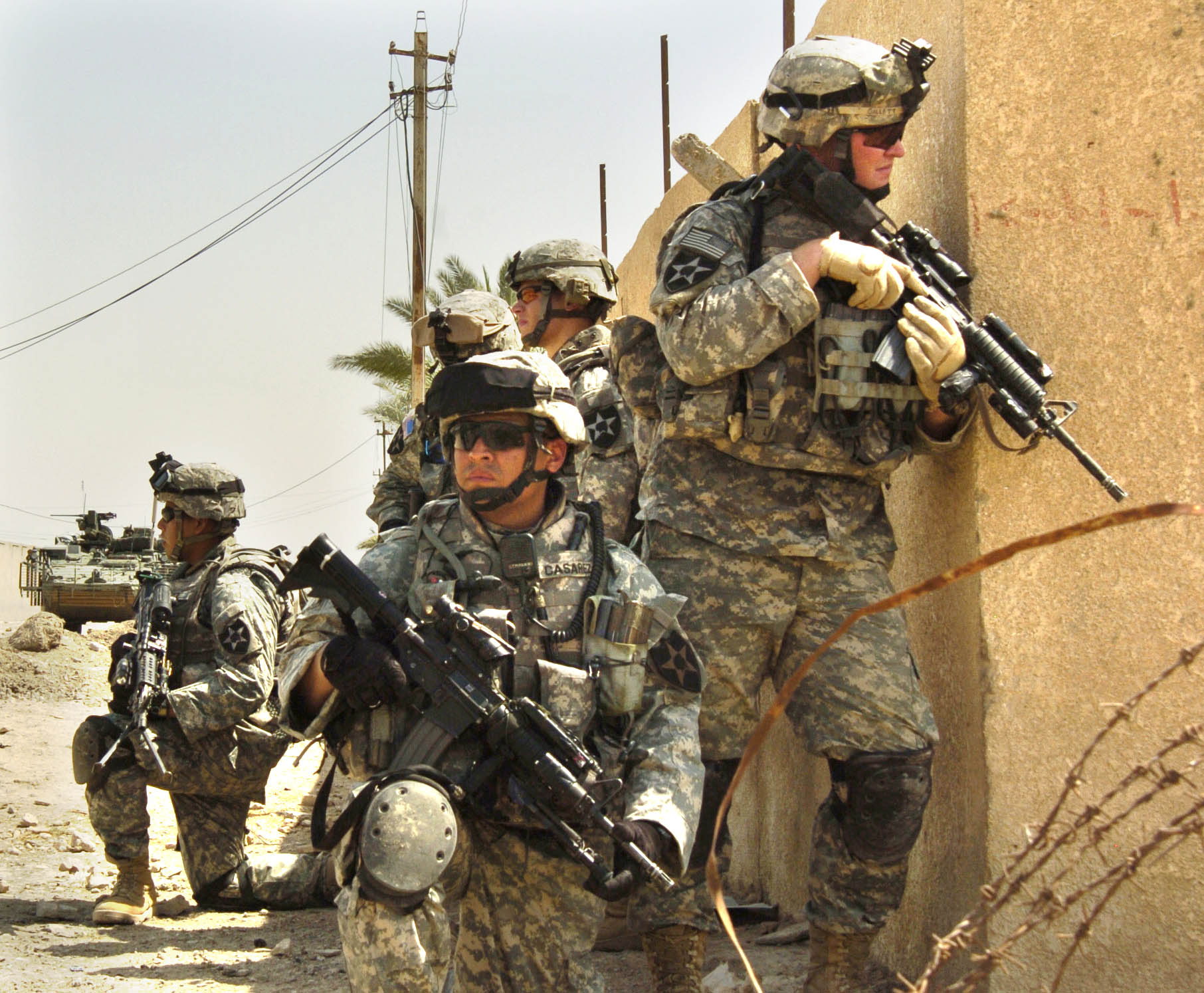
Spähtrupp der 2. US-Infanteriedivision auf Aufklärungsmission im August 2006

- Der Anschlag am 12. April 2007 beim Parlamentsgebäude in der stark gesicherten „Grünen Zone“ in Bagdad. Nach ersten Pressemeldungen kamen dabei mindestens zwei Abgeordnete ums Leben. Einige Stunden zuvor war bereits bei einem Selbstmordanschlag, dem ebenfalls mehrere Menschen zum Opfer fielen, eine wichtige Tigris-Brücke in Bagdad, die Al-Sarafija-Brücke, zerstört worden.[17] Wenige Tage später, am 18. April 2007, trafen fünf weitere Anschläge die irakische Hauptstadt. Allein die Detonation einer Autobombe nahe dem Marktplatz im Sadrija-Viertel kostete 127 Menschen das Leben. Insgesamt forderten die Attentate über 230 Todesopfer.[18]
- Bei Luftangriffen auf einen Stadtteil Bagdads am 12. Juli 2007 wurden von Bordschützen US-amerikanischer Apache-Hubschrauber 12 Zivilpersonen getötet, darunter die beiden Reuters-Mitarbeiter Saeed Chmagh und Namir Noor-Eldeen.[19]

Nach dem offiziellen Ende des Irakkrieges im Mai 2003 starben erheblich mehr US-Soldaten durch Anschläge, sowohl von Widerstandsgruppen wie auch von islamistischen Terroristen, als durch die Kriegshandlungen zuvor. Zahlreiche Opfer forderten die Angriffe auch unter der Zivilbevölkerung. Auch Vertreter der mehrheitlich von Schiiten und Kurden getragenen irakischen Regierung wurden wiederholt zum Ziel von Anschlägen. Insbesondere die Hauptstadt Bagdad ist von den Auseinandersetzungen betroffen. Dort wiesen die meisten Toten zudem Folterspuren auf.
Schon 2003 hatte die US-Armee mit dem Bau von bis zu fünf Meter hohen Schutzmauern begonnen, um wichtige Gebäude vor Terroranschlägen zu schützen. Später schirmte die US-Armee ganze Stadtviertel mit Betonmauern ab. Um die anhaltende Gewalt unter Kontrolle zu bringen, begann die Regierung 2006 mit der Planung eines noch größeren Bauwerks, des 100 Kilometer langen Bagdader Sperrgürtels. Er sollte in Form eines Ringes aus wassergefüllten und mit Stacheldraht gesicherten Gräben, sowie Barrieren, Zäunen und verstärkten Kontrollposten um die Hauptstadt errichtet werden. Das Bauwerk wurde nach dem Rückgang der Gewalt nicht realisiert.
Am 30. Juni 2009 zogen sich die US-Truppen aus Bagdad und anderen Städten zurück. Sie wurden auf Stützpunkte außerhalb der Städte verlegt. Die irakische Regierung rief den Tag zum Nationalen Feiertag der Souveränität aus. Am 5. August 2009 beschloss Ministerpräsident Nuri al-Maliki den Abriss sämtlicher Schutzwälle in der Hauptstadt. Seit dem Abzug der US-Armee aus Bagdad kam es weiter zu zahlreichen Anschlägen. Am 19. August 2009 wurden bei Bombenattentaten auf das Finanz- und das Außenministerium mehr als 100 Menschen getötet. Am 25. Oktober 2009 starben 155 Personen, als zwei Autobomben am Justizministerium und am Gouverneurssitz detonierten. Am 8. Dezember 2009 forderte eine Serie von Anschlägen auf das Innenministerium, das Arbeitsministerium, ein Kunstinstitut und ein Gerichtsgebäude 127 Todesopfer. Am 4. April 2010 starben bei einer Anschlagsserie auf ausländische Botschaften, darunter auch die deutsche, 50 Menschen.

## Bevölkerung

### Einwohnerentwicklung
Aufgrund der hohen Geburtenrate und der starken Landflucht ist die Bevölkerung von Bagdad besonders in der zweiten Hälfte des 20. Jahrhunderts sehr stark gewachsen. Lebten 1947 erst 352.000 Menschen in der Stadt, so waren es 1965 bereits 1,5 Millionen. Bis 1977 verdoppelte sich diese Zahl auf 2,9 Millionen. 2018 hatte die Stadt ca. 6,7 Millionen Einwohner.
Durch die eng gezogenen Stadtgrenzen ist die Bevölkerungszunahme in der Stadt inzwischen deutlich abgeschwächt, diese findet vor allem in den zahlreichen Vororten statt, die inzwischen mit zusammen etwa 6,4 Millionen Einwohnern bevölkerungsreicher sind als die Stadt selbst. In der Metropolregion Bagdad leben insgesamt 11,8 Millionen Menschen (2010). Für 2050 wird mit einer Bevölkerung von über 15 Millionen Menschen in der Agglomeration gerechnet und für das Jahr 2100 mit über 34 Millionen.
Die große Mehrheit der Bevölkerung ist arabischer Abstammung (diese zerfällt in die religiösen Gruppierungen der Sunniten und Schiiten), doch es gibt auch eine große kurdische Gemeinde, sowie eine bedeutende Anzahl von Turkmenen, Assyrern/Aramäern. Auch einige Sudanesen bewohnen die Millionenmetropole.
Die Einwohnerzahlen in der folgenden Übersicht beziehen sich auf die eigentliche Stadt ohne Vorortgürtel.
| Jahr | Einwohner |      | Jahr      | Einwohner |
| ---- | --------- | ---- | --------- | --------- |
| 1800 | 80.000    | 1947 | 352.000   |           |
| 1870 | 100.000   | 1957 | 490.496   |           |
| 1880 | 60.000    | 1965 | 1.523.302 |           |
| 1885 | 180.000   | 1977 | 2.888.000 |           |
| 1890 | 145.000   | 1981 | 3.300.000 |           |
| 1900 | 145.000   | 1987 | 3.841.268 |           |
| 1910 | 225.000   | 1995 | 4.478.000 |           |
| 1920 | 250.000   | 2008 | 5.258.000 |           |
| 1930 | 250.000   | 2010 | 5.402.000 |           |
| 1935 | 287.000   | 2018 | 6.719.000 |           |

### Sprachen

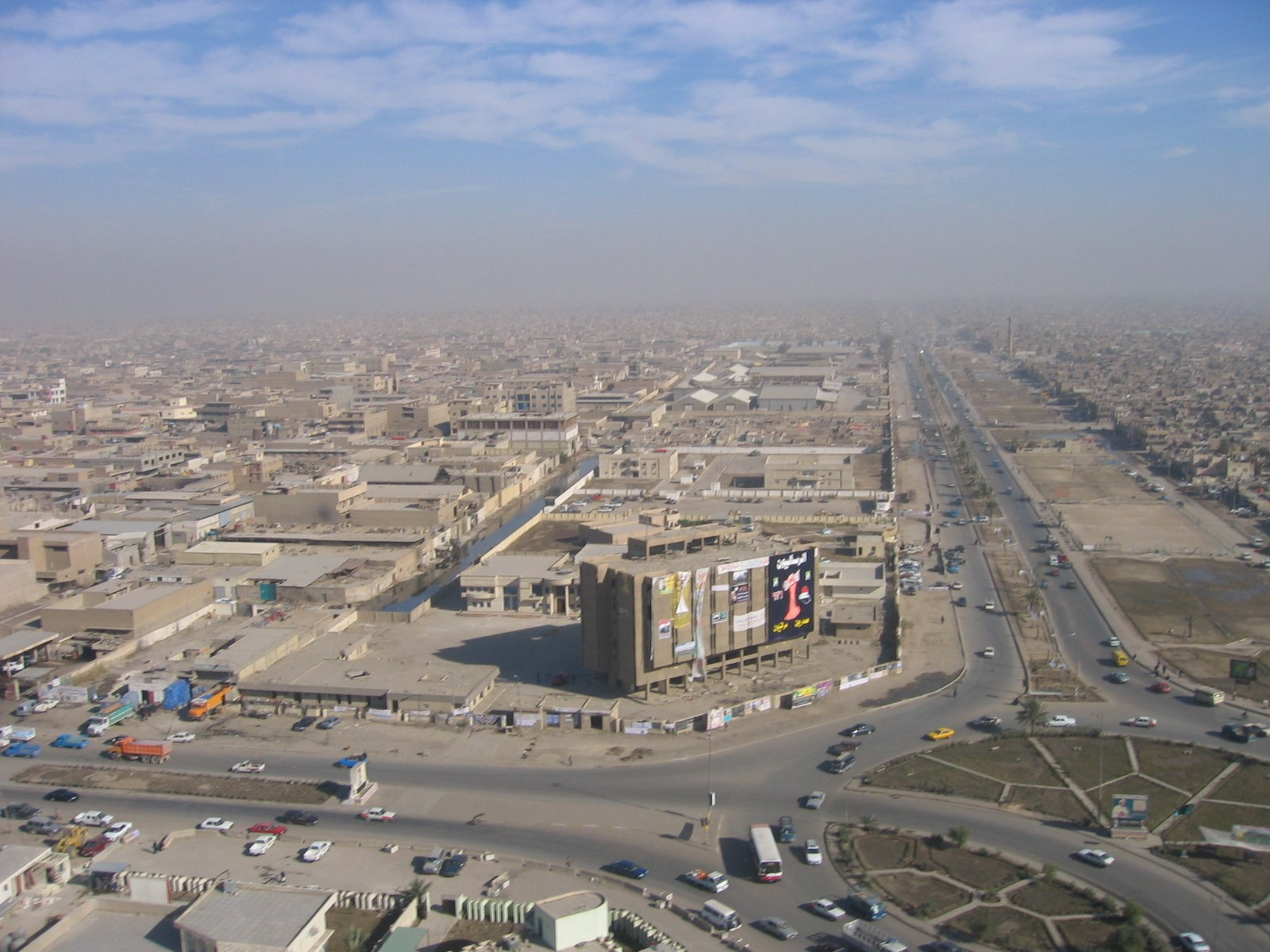
Blick über Sadr City im Norden von Bagdad

In der Hauptstadt wird das irakische Arabisch gesprochen, ein Dialekt des Arabischen. Wenn von „Standard-Irakisch-Arabisch“ die Rede ist, so wird fast immer der Bagdader Dialekt gemeint. Dieser lässt sich nach der Aussprache von hocharabisch qultu („ich sagte“) in einen „arabischen“ (gilit) und einen „judäischen“ (keltu) Zweig unterteilen. Das Hocharabische ist seit der arabischen Eroberung im 7. Jahrhundert Schriftsprache.
Die Angehörigen der Chaldäisch-Katholischen Kirche feiern die Liturgie in der syrisch-aramäischen Sprache. Da jedoch ein Großteil der Gläubigen Arabisch spricht, wird die arabische Umgangssprache der Bevölkerung zunehmend beim Lesen von Gebeten, Bibelstellen und einigen liturgischen Formeln benutzt und die Heilige Messe oft zweisprachig gestaltet. Der Religionsunterricht findet auf Arabisch statt.
Die Liturgiesprache der Armenisch-Katholischen Kirche ist Armenisch. Die Kirchensprache der Assyrischen Kirche des Ostens ist das zum Aramäischen gehörende Syrisch. Die Verwendung moderner Sprachen im Gottesdienst ist umstritten. Die Syrisch-Orthodoxe Kirche verwendet die westsyrische Liturgie von Antiochien. Die kurdische Minderheit spricht Kurmandschi, Sorani und Südkurdisch. Verbreitetste kurdische Schriftsprache ist Sorani. Als Fremdsprache ist Englisch und in der Oberschicht Bagdads zudem Französisch und teilweise Deutsch verbreitet.

### Religionen

#### Muslime
Die Situation in der irakischen Hauptstadt nach dem Sturz Saddam Husseins im März 2003 ist komplex: Das Entstehen neuer politischer Gruppen, das Wiedererwachen traditioneller religiöser Bewegungen und die Geburt neuer Formierungen, die Rückkehr im Exil lebender Religionsführer und der Einfluss der angrenzenden Länder ließen einen Rahmen entstehen, vor dessen Hintergrund politische und religiöse Instanzen sich oft überschneiden und in dessen Innerem jede Gruppe sich den eigenen Platz im zukünftigen Bagdad sichern möchte.
Die gewachsenen Spannungen führten zu Terrorangriffen und Vertreibungen von Sunniten und Schiiten gegeneinander. Da die „ethnischen Säuberungen“ weitgehend abgeschlossen sind, sank auch die Gewalt im Jahre 2007 zwischen den religiösen Gruppen. Ein Grund dafür ist, dass es kaum noch heterogene Stadtviertel gibt, so dass Anschläge eine aufwändigere Planung benötigen. Ein weiterer Grund für die zurückgegangene Gewalt sind die Sperrmauern der US-Armee, die Schiiten und Sunniten voneinander trennen.
95 Prozent der Bevölkerung sind Muslime. In Bagdad gibt es dementsprechend viele Moscheen, deren bekannteste die Abu-Hanifa-Moschee ist. Vor der Invasion 2003 waren 65 Prozent der Muslime Sunniten und 35 Prozent Schiiten. Durch Vertreibungen der sunnitischen Bevölkerung sank deren Anteil bis 2007 auf 20 bis 25 Prozent, der Anteil der Schiiten stieg entsprechend auf 75 bis 80 Prozent.

#### Christen

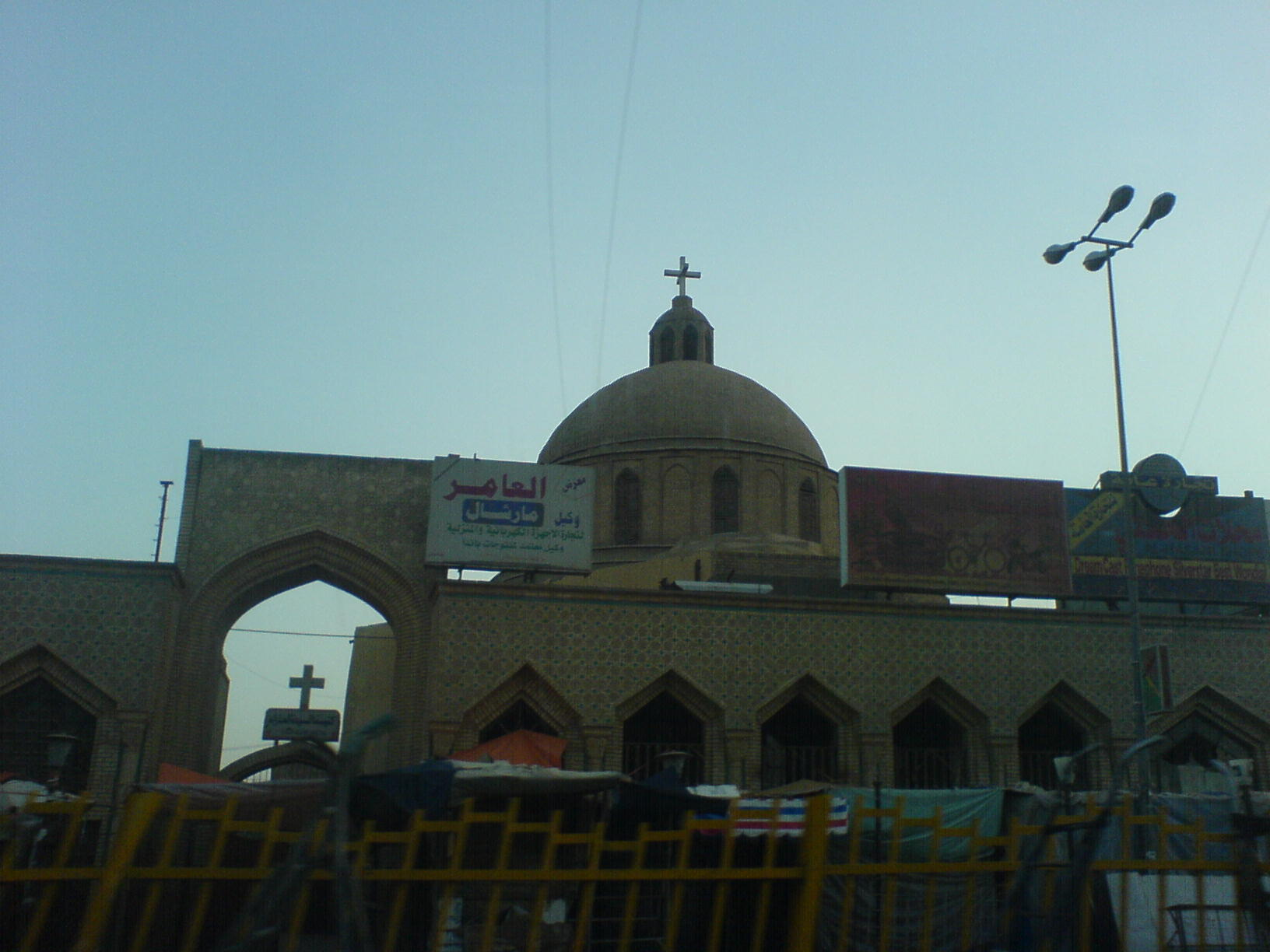
Lateinische Kathedrale des Heiligen Josef in Aqd an-Nasara im Juli 2006

Während der Herrschaft von Saddam Hussein hatte die Religionsfreiheit einen verhältnismäßig hohen Stand; der Regierung in Bagdad gehörten auch christliche Minister wie der chaldäische Katholik Tariq Aziz an. Etwa die Hälfte der Christen im Irak lebt in Bagdad. Deren Anteil an der Gesamtbevölkerung lag bis März 2003 bei rund zehn Prozent, sank wegen der Krise im Irak bis 2006 auf etwa fünf Prozent. Traditionelle Siedlungsschwerpunkte der Christen Bagdads lagen anfangs in Aqd an-Nasara („Viertel der Christen“) am Ostufer des Tigris im Stadtbezirk ar-Rusāfa, später insbesondere in al-Karrada im gleichnamigen Stadtbezirk östlich des Tigris und in Dora im Stadtbezirk ar-Raschīd westlich des Tigris. In Dora lebten um das Jahr 2000 etwa 150.000 Christen, mehrheitlich Angehörige der Assyrischen Kirche des Ostens und der Chaldäisch-katholischen Kirche. Nach den „religiösen Säuberungen“ durch al-Qaida waren es noch rund 1500.
Die politischen Spannungen zwischen Sunniten und Schiiten eröffneten den Christen keine sicheren Perspektiven. Seit dem Beginn des Krieges haben nach Angaben des Weihbischofs in Bagdad, Andreas Abouna, etwa 75 Prozent der christlichen Bevölkerung die Hauptstadt verlassen, um im kurdischen Norden des Irak oder den Nachbarstaaten Türkei, Syrien und Jordanien Schutz zu suchen.
Das Patriarchat von Bagdad mit Sitz in Bagdad ist die kirchliche Organisationsform der Chaldäisch-Katholischen Kirche. Es führt das altkirchliche Katholikat von Seleukia-Ktesiphon fort. Das bis 2022 als Patriarchat von Babylon bezeichnete Patriarchat stellt mit etwa 63 Prozent die größte christliche Kirche im Irak dar. Der Sitz des Patriarchats wurde 1956 von der alten Mater-Dolorosa-Kathedrale in die neue chaldäische Kathedrale St. Josef verlegt.
Die Römisch-katholische Kirche der Region ist im Erzbistum Bagdad organisiert. Es wurde am 6. September 1632 zum Bistum und am 19. August 1848 zum immediaten Erzbistum erhoben. Ihre langjährige Kathedrale war die St.-Josef-Kirche, doch übernahm 1984 die neue Kathedrale St. Josef und St. Teresa vom Jesuskind diese Rolle. Die Erzeparchie Bagdad mit der Kathedrale Unserer Lieben Frau von Nareg ist ein Erzbistum der mit der römisch-katholischen Kirche unierten armenisch-katholischen Kirche. Am 29. Juni 1954 gegründet, besitzt die Erzeparchie keine Suffragane. Die syrisch-katholische Kirche hat in Bagdad die Sayidat-al-Nejat-Kathedrale der Erzeparchie Bagdad. Diese war am 31. Oktober 2010 Ziel eines verheerenden Terroranschlags, konnte aber wieder eröffnet werden. Eine nur kleine Gemeinde bildet die Melkitische Griechisch-katholische Kirche im Patriarchal-Exarchat Irak mit der Kathedrale der Heiligen Georg und Nikolaus.
Bagdad ist der historische Sitz des Patriarchen der Assyrischen Kirche des Ostens. Nach dem Schisma der Assyrer 1964 weihte die Alte Kirche des Ostens hier 1984 ihre Patriarchalkathedrale der Jungfrau Maria ein, während der Assyrischen Kirche des Ostens unter anderem die Gewargis-Kirche in Dora blieb. Auch die Bischöfe der Syrisch-Orthodoxen Kirche, im hiesigen Gebiet vormals organisiert als „Maphrianat des Ostens“, haben ihren Sitz in Bagdad, seit 1964 in der Kathedrale St. Peter und Paul. Ihre Angehörigen werden, besonders in der Diaspora, gerne Aramäer genannt.
Eine sehr lange Präsenz in Bagdad haben die Armenier der Apostolischen Kirche. Die kleine Miskinta-Kirche hatte einen Vorläuferbau von 1639/1640 und diente jahrhundertelang als armenische Kathedrale Bagdads, bis 1957 die neue Kathedrale des Heiligen Gregor des Erleuchters diese Funktion übernahm. Die Griechisch-Orthodoxe Kirche von Antiochien zählt nur wenige hundert Mitglieder und hat in der Georgskathedrale ihren Erzbischofssitz für Bagdad und Kuwait.

#### Juden

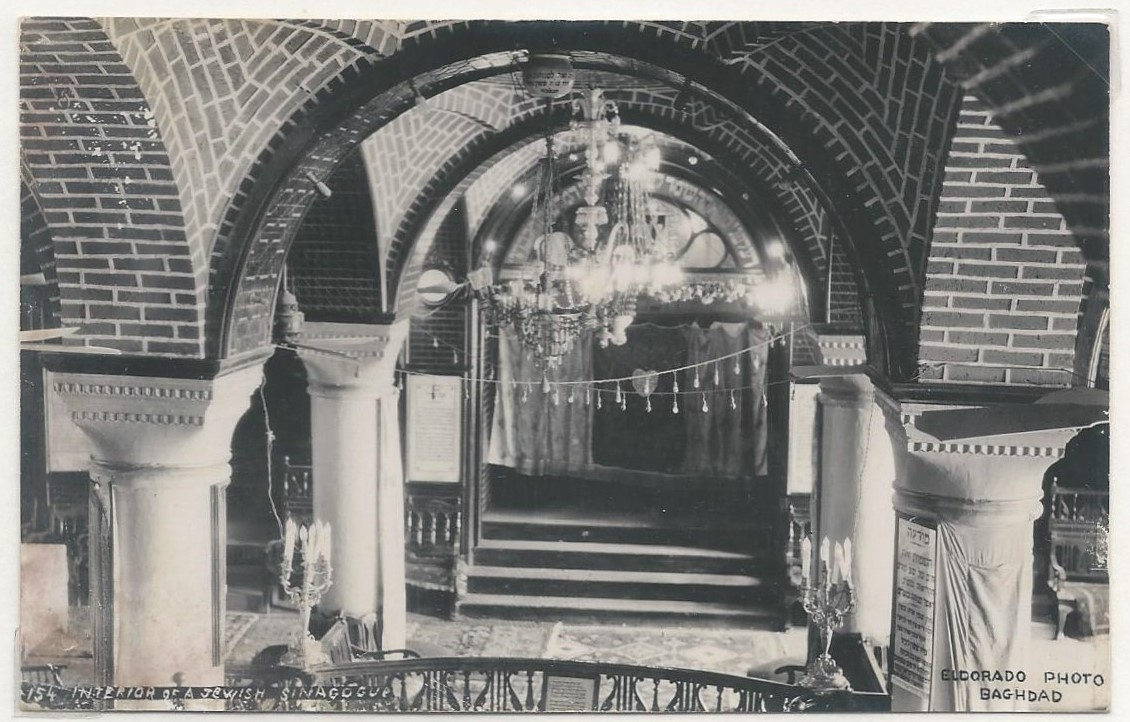
Historisches Foto der Großen Synagoge von Bagdad

Die jüdische Bevölkerung, die einst eine bedeutende wirtschaftliche, kulturelle und politische Rolle im öffentlichen Leben einnahm, hat den Irak fast vollständig verlassen. 1946 bis 1949 kam es wiederholt zu Ausschreitungen gegen Juden. Als die Regierung den Zionismus am 19. Juli 1948 zum Kapitalverbrechen erklärte, lebten im Land 135.000 Juden, davon in Bagdad 77.000 – ein Viertel der Gesamtbevölkerung.
Am 3. März 1950 wurde der jüdischen Bevölkerung unter Aufgabe der irakischen Staatsbürgerschaft die Ausreise erlaubt. Ein Jahr später, am 10. März 1951, fror die Regierung das Eigentum der Emigranten ein und sperrte deren Bankkonten. Bis zu diesem Tag gehörte ihnen nahezu der gesamte Suq von Chordja, das Geschäftsviertel im Zentrum Bagdads. Die israelische Regierung unter David Ben-Gurion nahm diese Aktion zum Anlass, die Operation „Esra und Nehemia“ zu starten, wobei bis 1952 etwa 95 Prozent der irakischen Juden per Luftbrücke nach Israel überführt wurden.
Den 6000 im Irak verbliebenen Juden wurden wirtschaftliche Beschränkungen auferlegt. 1958 wurde ihnen der Status als jüdische Gemeinde aberkannt und das Gemeindeeigentum beschlagnahmt. In den kommenden Jahrzehnten verließen auch die restlichen Juden das Land. 1968 lebten noch 2500 Juden im Irak, 1976 waren es noch 400 und 2001 nur noch 100. Am 25. Juli 2003 wurden sechs der letzten 34 Juden aus Bagdad nach Israel ausgeflogen.

## Politik

### Stadtregierung

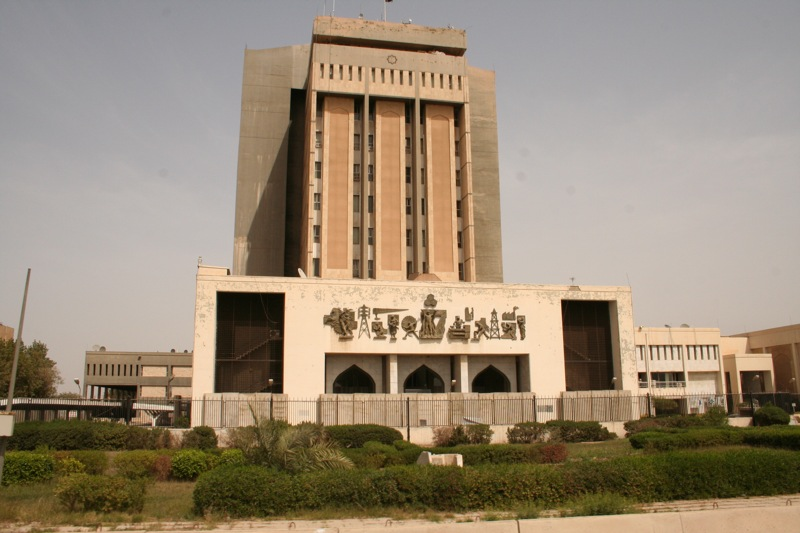
Regierungsgebäude

Bagdad wird vom Stadtrat und dem Gouverneur des gleichnamigen Gouvernements regiert, der vom irakischen Präsidenten ernannt wird. Der Gouverneur ist gleichzeitig Bürgermeister der irakischen Hauptstadt. Der erste Stadtrat nach dem Einmarsch der US-Truppen wurde im Juli 2003, noch unter amerikanischer Anleitung, indirekt von allen Stadtbezirken gewählt. Das rein irakische Gremium hat 37 Ratsmitglieder.
Bürgermeister und Gouverneur von Bagdad ist seit 2005 Sabir al-Isawi. Sein Vorgänger im Amt, Ali al-Haidari, starb am 4. Januar 2005 bei einem Attentat. Auf Al Haidari war bereits im September 2004 ein Sprengstoffattentat unternommen worden, das er überlebte. Er war der ranghöchste Beamte in Bagdad, nachdem der ehemalige Präsident des Stadtrats, Abdel Sahraa Othman, im Mai 2004 ermordet worden war.

### Städtepartnerschaften
Bagdad unterhält mit folgenden Städten Partnerschaften:
- Amman, Jordanien
- Beirut, Libanon
- Dubai, Vereinigte Arabische Emirate
- Kairo, Ägypten
- Rio de Janeiro, Brasilien

## Kultur und Sehenswürdigkeiten

### Musik und Theater

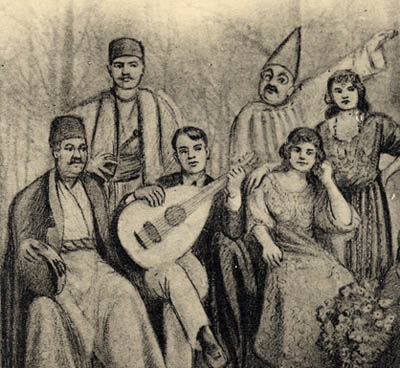
Musik- und Theatergruppe in Bagdad um 1920

Bagdad spielt seit jeher eine wichtige Rolle im kulturellen Leben des Landes. Die Hauptstadt ist die Heimat von Schriftstellern, Musikern und bildenden Künstlern, sie zieht die begnadetsten Künstler klassischer und moderner Musik sowie Tanz- und Theaterkunst des ganzen Landes an.
Zu den wichtigsten kulturellen Institutionen gehört das 1959 gegründete Irakische Nationalorchester. Proben und Aufführungen waren während des Irakkriegs 2003 kurz unterbrochen, haben sich aber seitdem wieder normalisiert. Das 50-köpfige Orchester besteht aus Musikern verschiedener Glaubensrichtungen, wie Schiiten, Sunniten und Christen.
Seit 1880 reisten Theatertruppen aus Europa nach Bagdad, um vor vornehmlich britischem Publikum zu spielen. Im 20. Jahrhundert begannen irakische Schriftsteller Theaterstücke zu schreiben. Die großen Theaterhäuser in Bagdad sind das Rasheed, das Mansour und das Volkstheater. Das Irakische Nationaltheater wurde während der Invasion geplündert, nach Renovierungsarbeiten konnte es wieder öffnen. In den Theaterhäusern der Stadt werden Stücke irakischer, indischer, türkischer, syrischer und ägyptischer Autoren aufgeführt. Auf den Spielplänen stehen aber auch die großen Dramen der Weltliteratur: Johann Wolfgang von Goethe, William Shakespeare, Bertolt Brecht, Jean Genet, Samuel Beckett, Albert Camus und Federico García Lorca.

### Museen
Bedeutende Museen sind das nach längerer Umbauzeit im April 2000 wieder eröffnete Nationalmuseum und das einzige erhaltene Stadttor von Bagdad (heute ein Waffenmuseum).
Im Gefolge der Eroberung Bagdads durch die US-amerikanischen Streitkräfte im Irakkrieg 2003 wurden zahlreiche historisch wertvolle Kulturgüter der Stadt durch Kampfhandlungen oder Plünderungen vernichtet oder beschädigt; insbesondere fiel die Nationalbibliothek einem Brand zum Opfer, bei der vor allem Archivalien aus Saddams Husseins Regierungszeit zerstört wurden und das Nationalmuseum geplündert. Die eintreffenden US-Truppen griffen nicht ein.
Ein Teil der zunächst vermissten und geplünderten Kulturgüter kam seit dem Krieg wieder zum Vorschein. Die amerikanischen Behörden haben nach eigenen Angaben viele aus dem Nationalmuseum in Bagdad stammende Manuskripte und Kunstgegenstände sichergestellt. Andere Objekte waren von den irakischen Behörden in Kellern des Nationalmuseums verborgen oder in andere Gebäude ausgelagert worden (teilweise schon beim zweiten Golfkrieg) und überdauerten die Wirren.

### Bauwerke

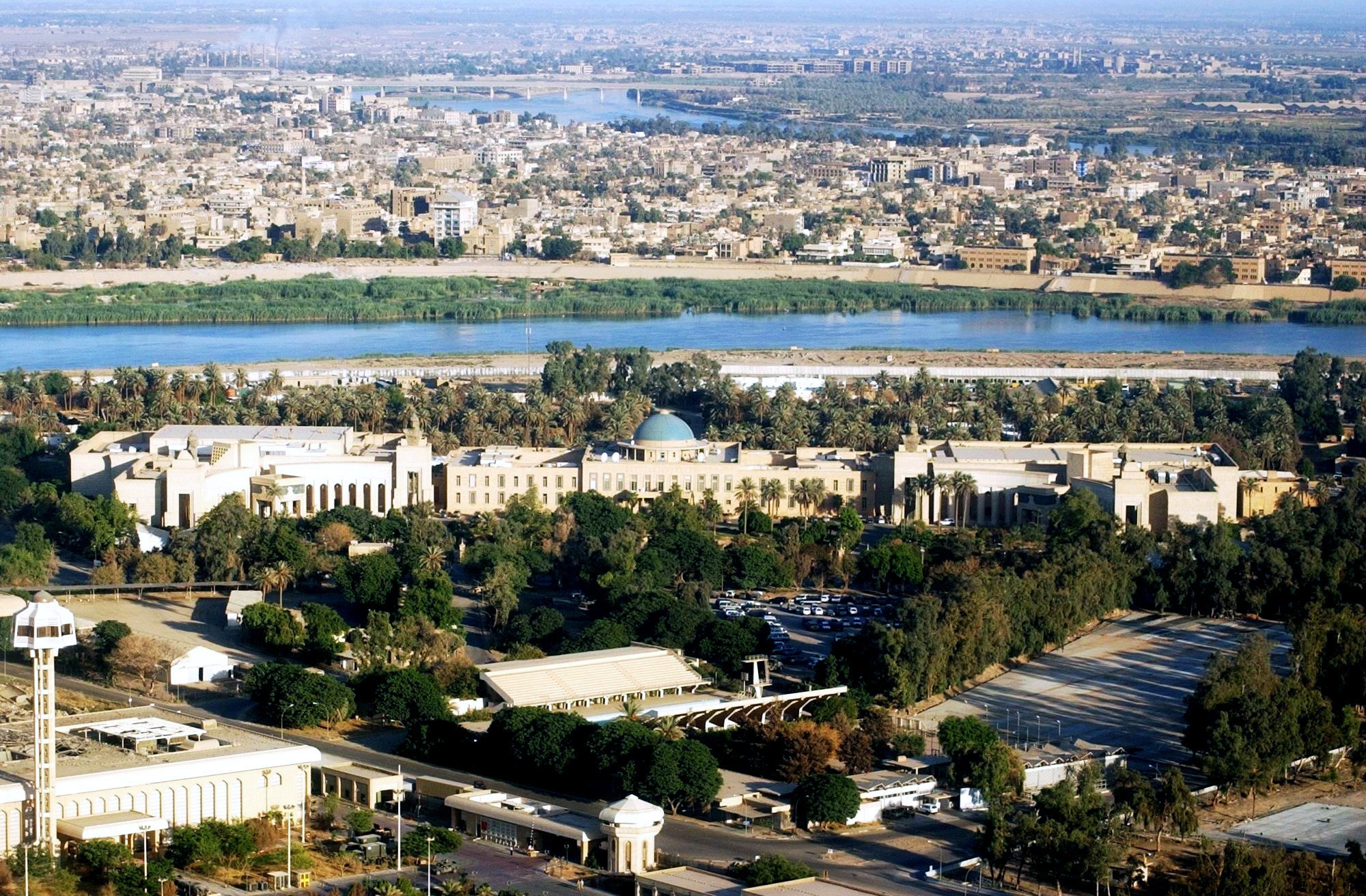
Republikanischer Palast (2005)

Die Altstadt auf der linken Seite des Tigris wurde durch die Errichtung vieler Hochhäuser umgestaltet. Zu den wenigen erhalten gebliebenen Bauwerken gehören unter anderem die Ruine des Bab al-Wastani, der Abbasidenpalast (1179 erbaut), die Medrese Mustansirijah (1227) und Marjanmoschee (1356).
Die Abu-Hanifa-Moschee ist die bekannteste sunnitische Moschee in Bagdad. Sie wurde von den Osmanen während ihrer über vierhundert Jahre dauernden Herrschaft im Irak in der Nähe von Abu Hanifas Grab gebaut, einem der Begründer der Hanafitischen Rechtsschule. Die al-Chadimijja-Moschee im nordwestlichen Teil der Stadt Bagdad gehört zu den wichtigsten schiitischen Heiligtümern des Landes. Die Moschee, um 1515 fertiggestellt, beherbergt die Gräber des siebenten und neunten Imams.
Das höchste Bauwerk im Irak ist der Fernsehturm Bagdad. Er wurde 1994 in Stahlbetonbauweise errichtet und hieß ursprünglich Saddam International Tower. Vom Boden bis zur Antennenspitze misst der Turm 205 Meter (zum Dach 150 Meter).
Das moderne Stadtzentrum, Karch, befindet sich auf der westlichen Seite des Tigris. Mehrere Brücken, die nach der Bombardierung im Jahre 1991 wieder aufgebaut wurden, verbinden es mit dem historischen Stadtzentrum Rusafah. In Karch liegen zwischen hohen Wohngebäuden die meisten Ministerien und der Hauptbahnhof.
Das hochgesicherte Regierungsviertel befindet sich in der sogenannten „Grünen Zone“. Hier hatte seit März 2003 die Koalitions-Übergangsverwaltung ihren Sitz. Diese war das maßgebliche Instrument der Verwaltungsarbeit im nach dem Irakkrieg von Koalitionstruppen besetzten Irak. Am 28. Juli 2004 wurde die neugebildete Irakische Übergangsregierung mit der Wahrnehmung dieser Aufgaben betraut. In dem zehn Quadratkilometer großen Gebiet liegen, abgeriegelt durch Wälle und Barrikaden, das irakische Parlament und mehrere Ministerien, die meisten Botschaften, Palastgebäude, Villen und Gärten. Nahe dem Republikanischen Palast befinden sich drei zehn Meter hohe Bronzeskulpturen von Saddam Hussein. Ein Kilometer vom Informationsministerium entfernt steht das Raschid-Hotel, von wo aus der Nachrichtensender CNN am 17. Januar 1991 den Beginn der Operation Desert Storm meldete.
Denkmäler wie das Al-Schahid-Monument, das Grabmal des unbekannten Soldaten und der Triumphbogen „Schwerter von Kadesia“ in Form zweier gekreuzter Schwerter sind der Erinnerung an den Ersten Golfkrieg gewidmet. Der doppelte Triumphbogen trägt den Namen „Schwerter von Kadesia“, der der Schlacht von Kadesia, als die Araber die Perser um 636 n. Chr. besiegten, gewidmet ist. Die 24 Tonnen schweren Klingen wurden aus eingeschmolzenen Gewehren und Panzern von getöteten irakischen Soldaten erbaut. Den Sockel zieren iranische Helme mit Einschusslöchern. Die Fäuste sind Repliken von Saddam Husseins eigenen Händen.
Einige Kilometer nördlich der irakischen Hauptstadt liegt die Vorstadt Kadhimain mit der Goldenen Moschee. Mit den Grabmälern des fünften und sechsten Imams der Schiiten wurde die Moschee ein bedeutender Wallfahrtsort.

### Parks

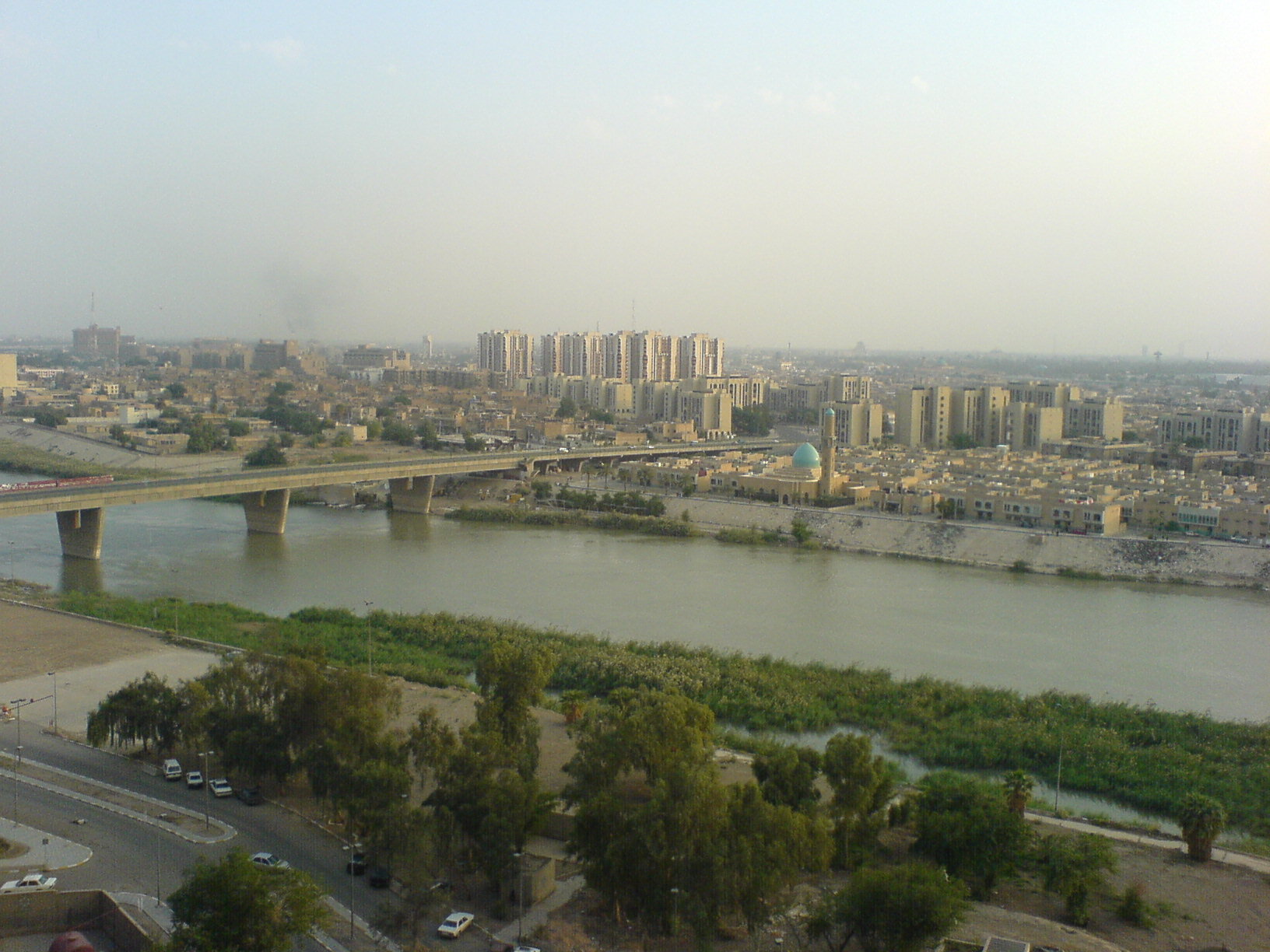
Die Haifastraße überquert den Tigris im Zentrum Bagdads

Der Zoo in Bagdad war bis zur Invasion 2003 mit 650 bis 700 Tieren der größte Tierpark im Nahen Osten. Irakische Einheiten und US-amerikanische Truppen hatten sich auf dem Gelände schwere Gefechte geliefert. Die Bombardierungen der Alliierten und die Plünderungen durch die Bevölkerung überlebten nur 35 Tiere. Die Tiere wurden erschossen, gestohlen und verspeist, einige starben auch, da sie tagelang ohne Nahrung und Wasser blieben. Die Zoowärter waren mit Beginn der Luftangriffe geflohen und ließen die Tiere ohne Versorgung zurück.
Entlaufene Tiere wurden später wieder eingefangen oder auf dem örtlichen Markt zurückgekauft. Tierschützer und Militärs bauten den Zoo wieder auf. Hauptattraktionen sind neben den Löwen vor allem seltene Vogelarten, einige Adler, Eulen und Pfauen. Auch gibt es einen künstlichen See, wo Bootsfahrten unternommen werden können.
Nicht weit vom Zoo entfernt liegt der Lunapark. Der Vergnügungspark besitzt ein kleines Riesenrad und Spielmöglichkeiten für Kinder. Beliebt bei der Bevölkerung ist auch der Park mit See im Stadtteil Jadrija, nahe der Universität Bagdad.

### Sport
Fußball ist im Irak die beliebteste Sportart. Die erste irakische Liga erfreut sich großer Beliebtheit. Die Liga wurde 1948 eingeführt, zwischen 1949 und 1962 aber eingestellt. 1962 wurde der Spielbetrieb wieder aufgenommen. Allerdings nahmen bis 1973 nur Mannschaften aus Bagdad teil; erst ab 1973 war dies für Mannschaften aus dem ganzen Land möglich. Aufgrund des Irakkriegs wurde die Liga zwischen 2002 und 2004 ausgesetzt.
Bagdad ist die Heimat einiger der erfolgreichsten Fußballmannschaften im Irak. Erfolgreichster Hauptstadtklub ist mit elf Landesmeistertiteln Al-Zawraa. Die Mannschaft trägt ihre Heimspiele im Al-Zawraa-Stadion (Kapazität: 8.000 Zuschauer) aus. Die Heimspielstätte des siebenmaligen Landesmeisters Al-Quwa al-Dschawiya (Luftwaffe) ist das 1966 eröffnete Al-Shaab-Stadion. Es ist mit einer Kapazität für 45.000 Zuschauer das größte Stadion in Bagdad. Ein weiteres wesentlich größeres Stadion befindet sich noch in der Bauphase. Der fünfmalige Landesmeister Al-Talaba („die Studenten“) trägt seine Heimspiele im Al-Talaba-Stadion (Kapazität: 10.000 Zuschauer) aus. Heimspielstätte des viermaligen Landesmeisters Al-Shorta (Polizei) ist ebenfalls das Al-Shaab-Stadion.
Die Stadt hat auch eine lange Tradition im Pferdesport. Schon kurz nach der Einnahme der Stadt durch die Briten 1917 fanden die ersten Pferderennen statt. Es gibt aber auch Berichte vom Druck durch Islamisten, diese Tradition wegen des damit verbundenen Glücksspiels zu beenden. Nebenbei sind auch andere Sportarten wie Gewichtheben, Kampfsport, Futsal, Basketball oder Schwimmen beliebt.

### Gastronomie

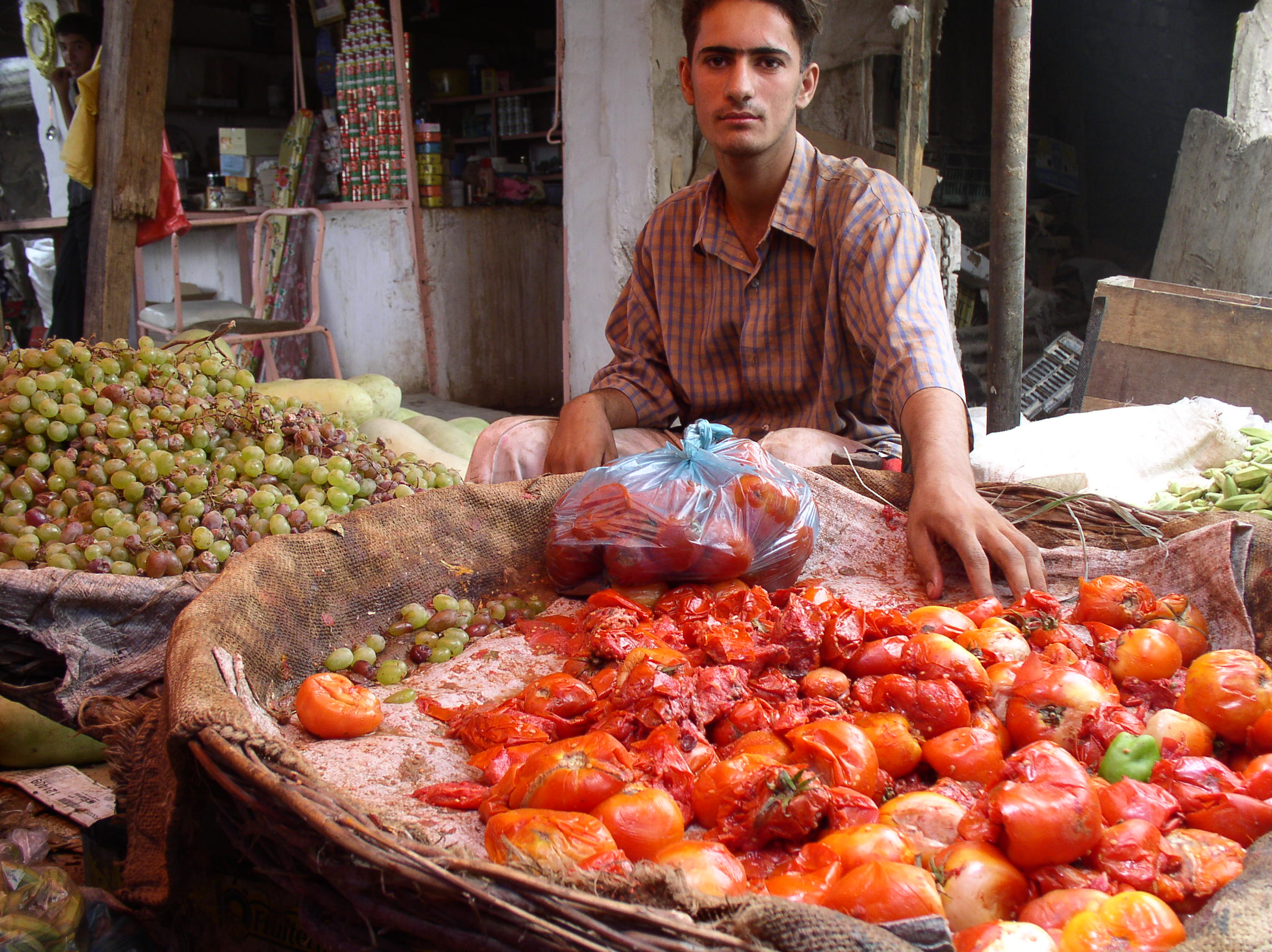
Markt in Sadr City im Juli 2005

Spezialitäten der Küche von Bagdad sind unter anderem Khouzi, eine reduzierte Version des traditionellen arabischen Festmahls, des gefüllten Lamms, und Masgoof, ein am offenen Feuer gegrillter Fisch. Obwohl es im Tigris viele verschiedene Arten von Süßwasserfischen gibt, ist der beliebteste Fisch für Masgoof der Shabboot, aber auch Booni und Theka werden gern gegessen.
Die Nahrungsgrundlage der Bevölkerung bilden Weizen (als Brotgetreide und vor allem in Form von Weizengrieß, Couscous oder Bulgur), Hirse, Datteln (das Brot der Wüste), diverse Gemüsesorten (oft gefüllt, als Schmorgericht oder milchsauer eingelegt) und Hülsenfrüchte. Ziegen, Schafe, Hühner, seltener Rinder und Kamele decken den Bedarf an tierischen Nahrungsmitteln. Daneben wirkten vor allem der Gewürzhandel und die islamischen Speisevorschriften prägend, auch wenn letztere für die religiösen Minoritäten nicht bindend sind.
In Bagdad entstanden schon früh spezialisierte Bereiche der Lebensmittelproduktion, die somit aus den Haushalten ausgelagert waren, etwa für Brot und Backwaren. Dabei ist das Brot (in vielerlei Formen) fester Bestandteil jeder Mahlzeit. Es wird fast immer in Stücke gebrochen, statt es zu schneiden. Es dient auch zum Aufnehmen der Speisen oder als Grundlage für Süßspeisen wie beispielsweise Om Ali, eine beliebte süße Mehlspeise mit verschiedenen Schichten aus Datteln, Pistazien und Rosinen.

## Wirtschaft

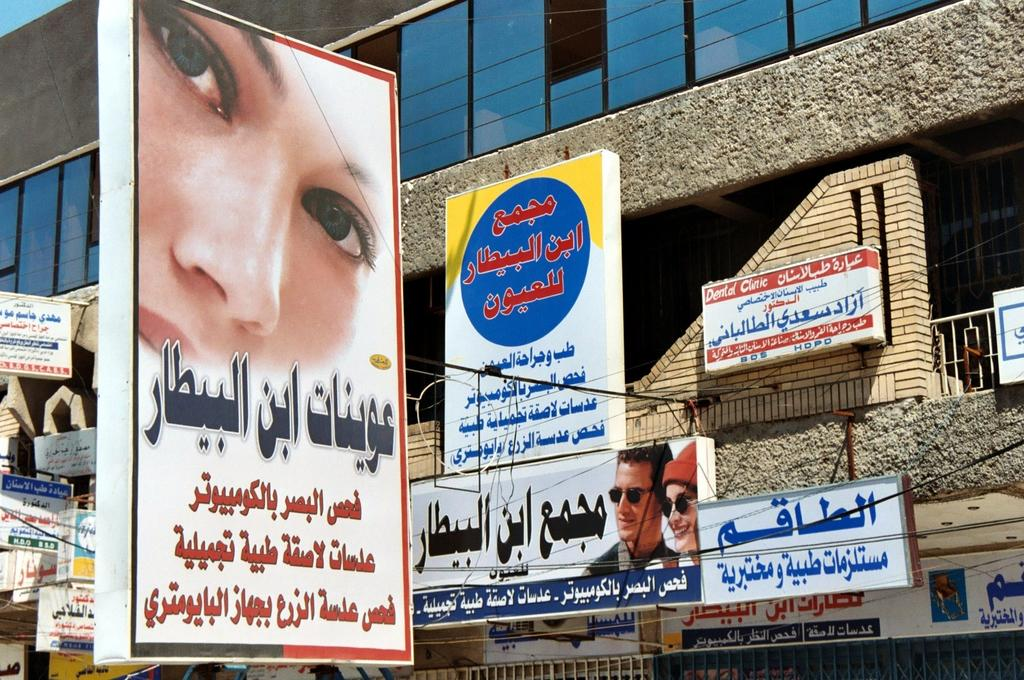
Werbeplakate an einem Einkaufszentrum im April 2005

Bagdad ist das industrielle Zentrum des Landes, in dem unter anderem Textil-, Holz-, Baustoff- und Nahrungsmittelindustrie sowie Ölraffination angesiedelt sind. Weiterhin haben die Iraq Stock Exchange, welche am 24. Juni 2004 eröffnet wurde, sowie die 1966 gegründete staatliche Erdölgesellschaft Iraq National Oil ihren Sitz in der irakischen Hauptstadt.
Die Landwirtschaft im Umland produziert hauptsächlich Datteln und Gemüse.
Nachdem 1972 alle ausländischen Erdölgesellschaften verstaatlicht wurden und die Ölkrise zu einem rasanten Anstieg der Erdölpreise führte, gab es ab Mitte der 1970er Jahre einen Wirtschaftsboom in Bagdad. Von dieser rasanten Entwicklung profitierte auch ein Großteil der Bevölkerung. Die beiden Golfkriege (1980–1988 und 1990/1991) sowie die Folgen des UN-Embargos (1991–2003) fügten der Wirtschaft des Landes einen großen Schaden zu. Der Lebensstandard verschlechterte sich insbesondere aufgrund des Embargos in den 1990er Jahren drastisch.
Probleme bereiten die unzureichende Infrastruktur und die außerordentlich große Wohnungsnot. Wegen der Zerstörungen im Irakkrieg 2003 und der folgenden Kämpfe zwischen Schiiten und Sunniten, die sich gegenseitig aus ihren Häusern und Wohnungen vertrieben, verloren mehrere hunderttausend Menschen ihr Zuhause. Viele Obdachlose in Bagdad kommen aus dem Gouvernement Kirkuk, wo sie von zurückkehrenden Kurden aus ihren Häusern vertrieben wurden; wieder andere wurden obdachlos, weil sie kein Geld hatten, um die hohen Mieten zu bezahlen.
In der Industrie, die sich in der Hauptstadtregion konzentriert, bestehen nur unzureichende Entsorgungs- und Reinigungskapazitäten für Abwasser, Abgas und Abfälle. Zu den zahlreichen Infektionserkrankungen, die durch unzureichende hygienische Bedingungen verbreitet werden, kommen so Atemwegs- und Hauterkrankungen aufgrund der giftigen Emissionen der zahlreichen Industriebetriebe und des Autoverkehrs.
In einer Studie des Beratungsunternehmens Mercer zur Lebensqualität in 231 Städten der Welt belegte Bagdad den letzten Platz. (Stand: 2018)

## Verkehr

### Fernverkehr

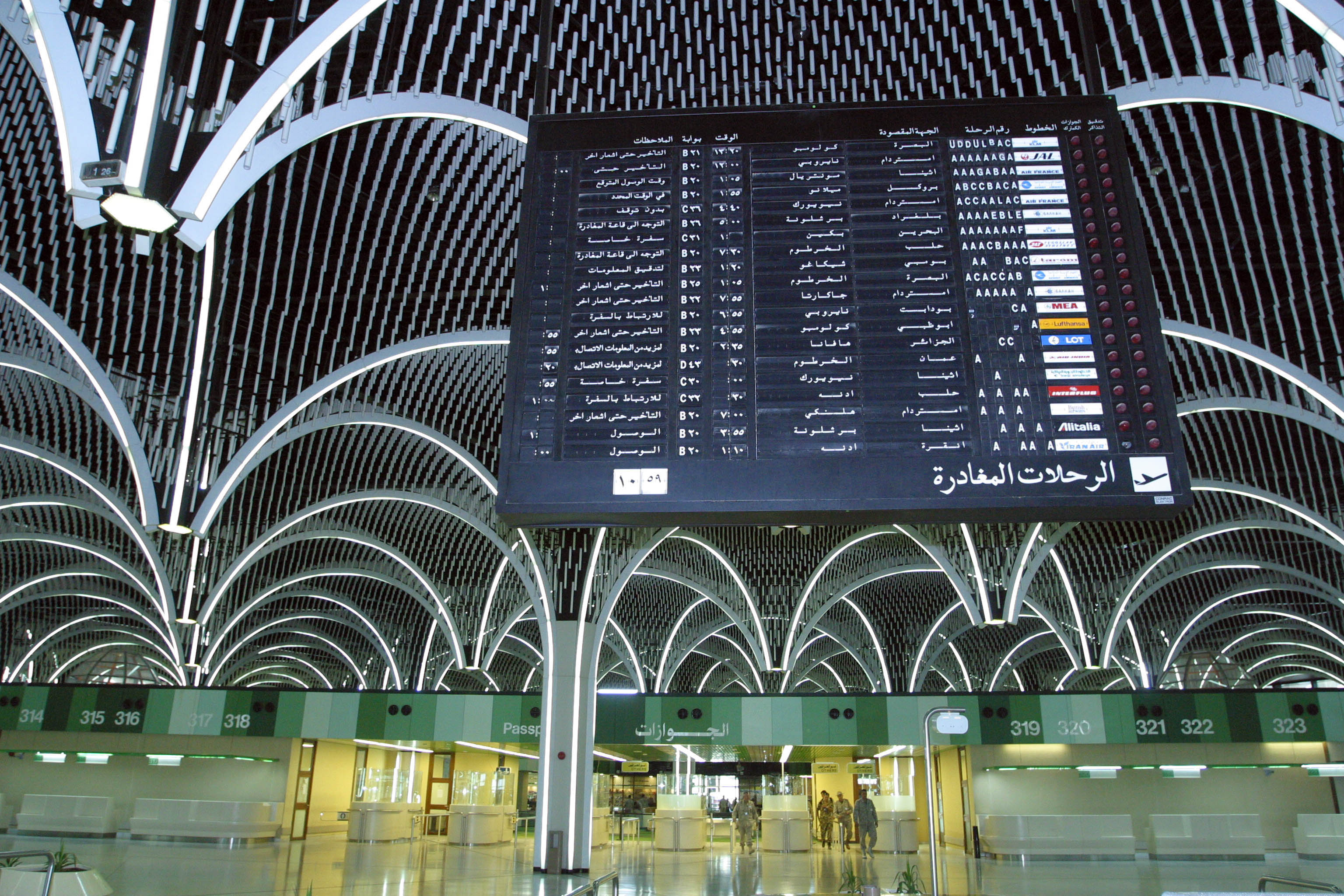
Flughafen Bagdad

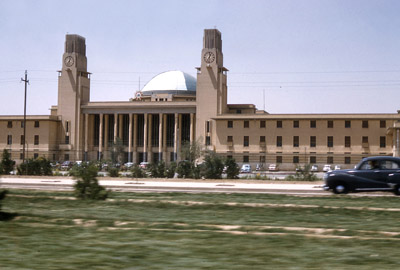
Hauptbahnhof 1959

#### Straße
Die irakische Hauptstadt ist Knotenpunkt zahlreicher Fernstraßen. Die wichtigsten Strecken führen von Bagdad in nördliche Richtung nach Kirkuk, Erbil, Ninive und Zaxo; in westliche Richtung zur jordanischen Grenze; in östliche Richtung nach Chanaqin (iranische Grenze); und in südliche Richtung nach Hilla und Kerbela sowie nach Basra und Safwan (kuwaitische Grenze). Autobahnen verbinden Bagdad mit den Hauptstädten aller arabischen Nachbarländer. Die Stadt besitzt Autobahnanschluss nach Amman, Damaskus, Kuwait und Riad. Es bestehen regelmäßige Busverbindungen zwischen Bagdad und den größeren Städten des Landes.

#### Schiene
Der Bahnhof Bagdad West war Anschlusspunkt der Bahnstrecke Bagdad–Basra von Süden an die Bagdadbahn nach Norden. Hier endete zwischen 1940 und 1972 ein durchgehender Zug von Istanbul. Heute ist im Personenverkehr nur noch die Strecke nach Basra in Betrieb und wird mehrmals wöchentlich bedient.

#### Luftverkehr
Von den vier in Bagdad und Umgebung liegenden Flughäfen wird nur einer zivil genutzt, der Flughafen Bagdad. Er ist der größte irakische Flughafen und befindet sich 16 km westlich der Innenstadt. Im April 2003 eroberten US-amerikanische Truppen den Flugplatz, seit 2004 finden wieder regelmäßige Flüge statt. Mit Iraqi Airways, der nationalen Fluggesellschaft des Iraks, sind überregionale Flüge möglich.

### Nahverkehr

#### Straße

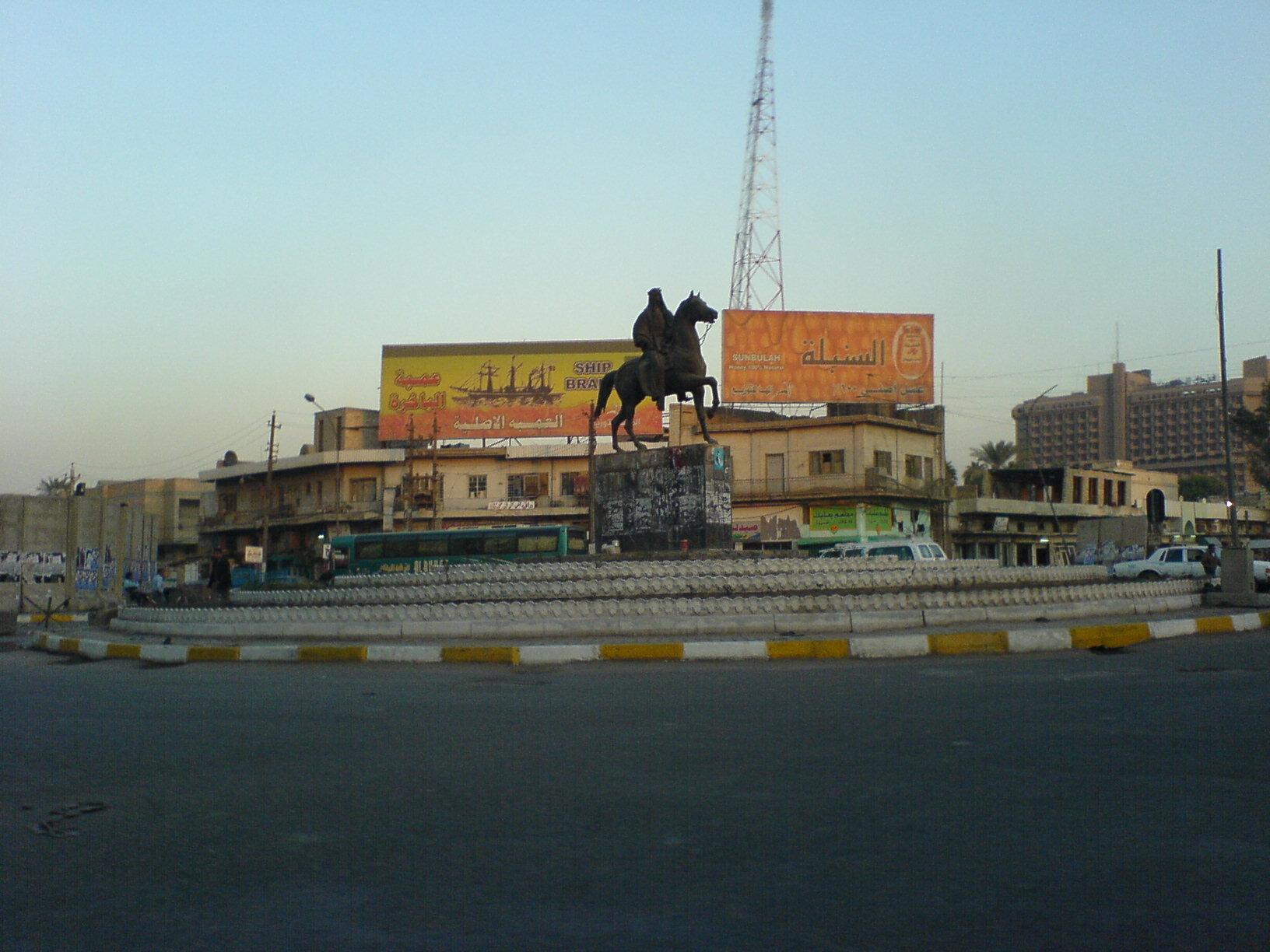
Statue von König Faisal I. am Ende der Haifastraße

Bis auf den Stadtkern wirkt das Straßennetz der Stadt überwiegend geplant. Nach der Invasion der US-Truppen hat die Zahl der PKW rasant zugenommen, was die Straßen Bagdads nicht nur überlastet, sondern auch äußerst gefährlich macht. Verstärkt wird dies durch den Mangel an öffentlichen Verkehrsmitteln.
In der Stadt existiert kein leistungsfähiges öffentliches Verkehrssystem mit hoher Kapazität, wie eine U-Bahn, Stadtbahn oder Straßenbahn, das die Straße entlasten würde. Der öffentliche Personennahverkehr wird von dieselgetriebenen Linienbussen, privaten Minibussen und Sammeltaxis bewältigt, die sich die Fahrspuren mit dem Individualverkehr teilen.

#### Schiene

##### Pferdebahn
Eine Pferdestraßenbahn eröffnete 1871. Die vier Kilometer lange Strecke nach al-Kazimiyya war bis 1941 in Betrieb. Es war die erste derartige Bahn im gesamten Osmanischen Reich und der Beginn des Schienenverkehrs im heutigen Irak. Heute ist nicht einmal mehr die Trasse erkennbar.

##### U-Bahn (1)
Die Regierung Saddam Husseins plante in den 1970er Jahren eine U-Bahn für Bagdad. Dazu wurde 1980 die Baghdad Rapid Transit Authority (BRTA) gegründet, die für Planung, Bau und schließlich auch für den Betrieb verantwortlich sein sollte. Vorgesehen waren drei Linien:
- Linie 1: Taura-Aadamijja, 18 Kilometer Länge, mit 20 Bahnhöfen
- Linie 2: Mansour-Masba, 13 Kilometer mit 17 Bahnhöfen
- Linie 3: Im Norden der irakischen Hauptstadt

Die erste Strecke, von der sechs Kilometer mit sieben Bahnhöfen im Bau waren, sollte ursprünglich in vier Etappen 1987 und 1988 eröffnet werden. Wegen wirtschaftlicher Probleme nach dem Zweiten Golfkrieg 1991 wurde das Projekt nicht verwirklicht.

##### U-Bahn (2)
2009 rief die Stadtregierung ausländische Firmen dazu auf, sich um den Bau der Bagdader Metro zu bewerben. Eine baldige Verwirklichung des Projekts galt jedoch aufgrund der hohen Kosten als unwahrscheinlich. 2013 wurde mit Alstom eine Vereinbarung zur Durchführung einer Machbarkeitsstudie abgeschlossen, auf deren Grundlage die bisherigen Pläne, die eine unterirdische Streckenführung beinhalteten, in ein Hochbahnnetz abgeändert wurden, das am Anfang aus einen 22 Kilometer langen Y-förmigen Streckennetz mit 14 Stationen bestehen soll. Die Strecke soll von der Station Al-Allawi im Süden der Stadt nach Al-Shaab in Richtung Norden mit einer Zweigstrecke in Richtung Westen nach Kadhimiya verlaufen, wobei für die Fahrt zwischen Al-Allawi und Al-Shaab eine Fahrtzeit von 23 Minuten vorgesehen ist. Die Eröffnung der Strecke, für die zu Spitzenzeiten bis zu 30.000 Fahrgäste pro Stunde erwartet werden. Die Kosten für das Projekt betragen insgesamt 2,5 Mrd. US-$ und die Umsetzung erfolgt durch Alstom und Hyundai, die im August 2023 den Zuschlag für die Realisierung erhalten haben. Nach anderer Quelle werden die Kosten auf 17,5 Mrd. US-$ veranschlagt. Ein Vertrag über das Baumanagement und die Bauüberwachung wurde am 25. Juli 2024 vergeben. Das System soll 2029 in Betrieb gehen.

## Medien
Im Irak herrscht seit dem Sturz von Saddam Hussein 2003 eine große Medienvielfalt. Die neue irakische Verfassung garantiert zwar die Pressefreiheit, in der von Reporter ohne Grenzen veröffentlichten Rangliste zur Pressefreiheit belegt das Land allerdings den 145. Platz. Generell ist zu sagen, dass in Bagdad zwischen zwei Arten von Medien unterschieden werden muss: Den parteienkontrollierten und den unabhängigen. Jede größere Partei hat ihr Zentralorgan, nicht wenige unterhalten auch Fernsehsender.
Die wichtigsten in Bagdad erscheinenden Zeitungen sind al-Sabaah, al-Mada, al-Mashriq und al-Dustur sowie die islamistische al-Mudschahed, al-Schahed, Thaura Islamiyya. In Bagdad gibt es eine unüberschaubare Vielzahl von Radiosendern. Die größten Radiostationen mit Sitz in der Hauptstadt sind Republic of Iraq Radio (Nachfolger des Iraq Media Network-Radio Baghdad und von der CPA gegründet), die Voice of Iraq (ein Privatsender auf Mittelwelle) und Radio Dijla (ein privater Talk- und Musiksender auf UKW).
Das irakische Fernsehen begann 1956 in Bagdad zu senden. In den 1990er-Jahren gab es nur drei Fernsehsender: Iraq-TV, Al-Shabab TV (Eigentum von Udai Hussein) und Iraq Satellite TV. Satellitenschüsseln waren strengstens verboten. Ab 2003 entstand eine Vielzahl von Fernsehsendern und auch Sender wie al-Dschasira und al-Arabiya sind sehr beliebt. Einige der Sender mit Sitz in Bagdad sind: al-Iraqia (staatliches irakisches Fernsehen), Al-Sharqiya (privat), al-Hurra (US-Koalitionssender), al-Baghdadia (privat), al-Sumeria (privat), Al-Anbar (Sender der SCIRI) und al-Moktadia (islamistisch).

## Bildung

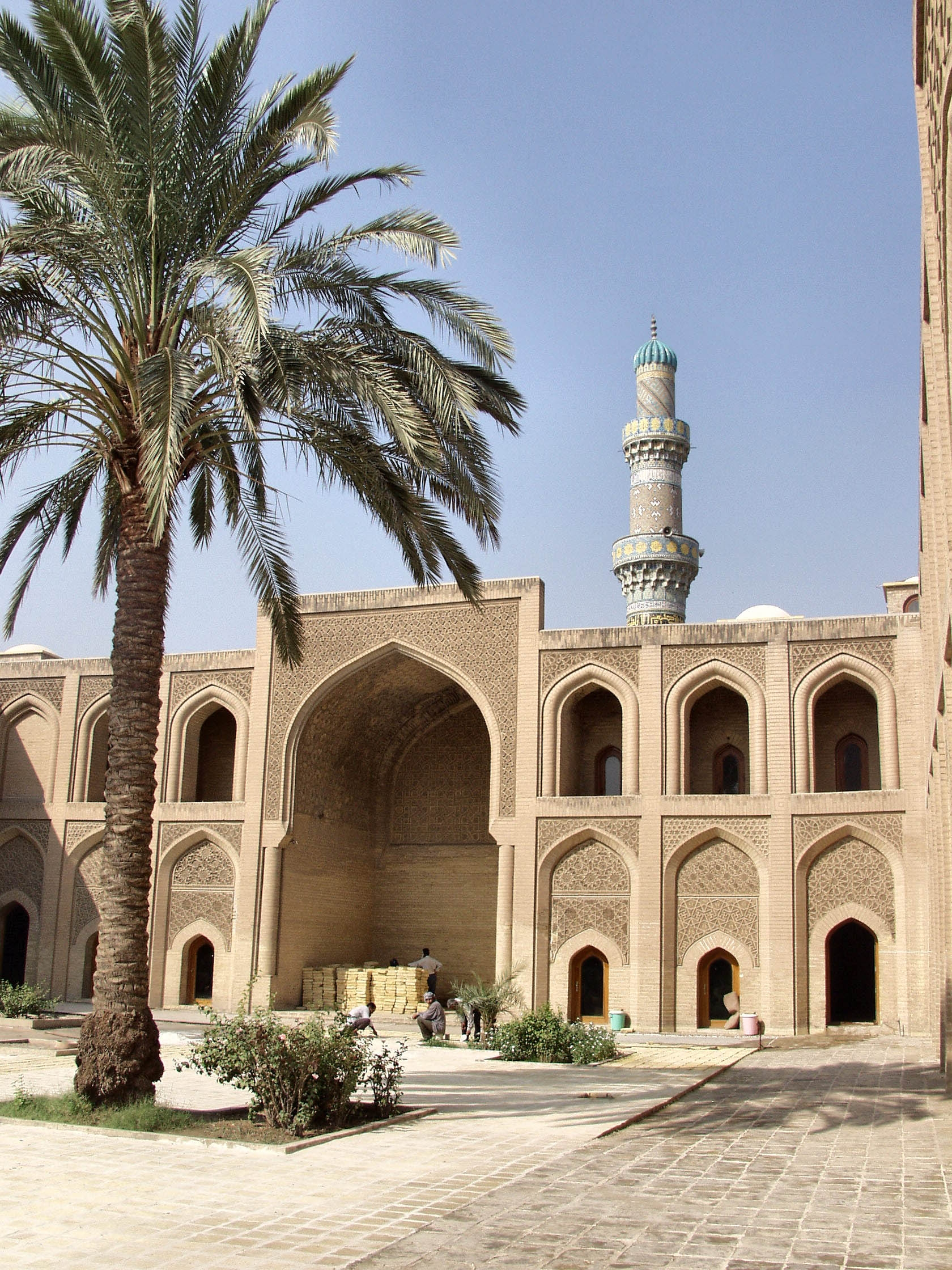
Blick auf einen Teil der historischen Al-Mustansiriyya-Universität

Die irakischen Städte und vor allem Bagdad besitzen ein gut ausgebautes Bildungssystem. Die Schulbildung ist gratis, dennoch ist die Analphabetenrate hoch. Bagdad beheimatet drei der sechs Universitäten des Landes, die Universität Bagdad, die Al-Mustansiriyya-Universität und die Technische Universität Bagdad.
Die al-Mustansiriyya-Universität wurde im Jahre 1233 als eine islamische Hochschule gebaut und ist eine der wichtigsten Bildungsinstitutionen im Irak und Nahen Osten. Sie ist seit 1962 Teil der sechs Universitäten in Bagdad. Gelehrt wird primär Recht und Literatur.
Die Universität Bagdad wurde 1962 nach Plänen von Walter Gropius fertig gestellt. Es sollte eine neue Universität für Wissenschaftler, Ingenieure und freie Künste für insgesamt 6.800 Studenten entstehen. Der Campus wurde 1982 erweitert, um danach 20.000 Studenten aufnehmen und unterbringen zu können. Die Architekten Hisham N. Ashkouri und Robert Owen entwickelten die komplette akademische Platzorganisation für den ganzen Campus.
Die Nationalbibliothek von Bagdad wurde im Irakkrieg am 14. April 2003 ein Opfer der Flammen. Dabei wurden jahrhundertealte Manuskripte und andere historische Dokumente aus der Zeit des Osmanischen Reiches vernichtet.

## Söhne und Töchter der Stadt
Bagdad ist Geburtsort zahlreicher prominenter Persönlichkeiten.

## Sonstiges
Bagdad ist der Schauplatz zahlreicher Geschichten in Tausendundeine Nacht (zum Beispiel Aladin, Ali Baba und die 40 Räuber). Die erste Verfilmung des Märchens aus Tausendundeine Nacht ist „Der Dieb von Bagdad“ von Raoul Walsh, ein US-amerikanischer Stummfilm aus dem Jahre 1924. Es ist auch Schauplatz der Comicserie Isnogud, die teilweise als Parodie auf die Geschichten aus Tausendundeiner Nacht verstanden werden kann.